# Ateismo

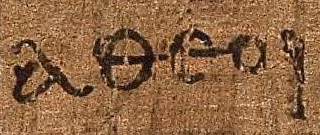
La parola greca ἄθεοι (atheoi, "[coloro che sono] senza dio") come compare nella lettera agli Efesini tramandata dal Papiro 46 (inizio del III secolo). Questo termine è assente nel resto del Nuovo Testamento, e nella versione greca della Bibbia ebraica.

L'ateismo (in greco antico: ἄθεος?, àtheos, composto da α- privativo, senza, e θεός, dio, letteralmente senza dio) è la posizione di chi non crede nell'esistenza di Dio, opposta al teismo e al panteismo in generale, al politeismo e al monoteismo in particolare.

La percentuale di persone nel mondo che affermano di non credere in "alcun tipo di spirito, Dio o forza vitale" (2010)

## Definizioni e concetto di ateismo
Si definisce ateo chi non crede in alcuna divinità negandone la pretesa specifica esistenza come realtà trascendente l'uomo. La definizione del termine tuttavia è molto dibattuta, in particolare per quanto concerne l'inclusione o l'esclusione della posizione degli agnostici nell'ombrello dell'ateismo. Al riguardo esistono differenti posizioni a tutti i livelli del dibattito, da quello filosofico fino a quello comune. Va inoltre sottolineato che il termine non nasce per una auto-identificazione di chi ha preso una posizione ma piuttosto, storicamente, venne inizialmente usato per descrivere la posizione di coloro che, anche quando teisti, non credevano nel dio di colui che li additava come "senza dio". Nell'antichità infatti il termine «ateo» era spesso usato con accezione negativa dai credenti in una religione per indicare persone di un credo diverso; a titolo d'esempio, il padre della Chiesa Clemente Alessandrino (II-III secolo) riferisce nei suoi Stromateis che i greci dell'epoca consideravano «atei» i primi cristiani, in quanto non adoravano le divinità tradizionali.
Risale a Platone (428-347 a.C.) la prima analisi dell'ateismo ricordata dalla storia della filosofia; nel X libro delle Leggi (884B - 907D). Platone "si propone di giustificare filosoficamente la legislazione relativa all'ateismo (nomes peri asebeias)" distinguendo tre forme di ateismo:
- la negazione pura e semplice della divinità coincidente per il filosofo con il materialismo naturalistico; (888E-908D)
- la negazione non della divinità ma che essa possa curarsi delle vicende umane; (899D-900E)
- la credenza che si possa propiziare la divinità attraverso doni, sacrifici ed offerte. (905C-907D)

Se considerata rispetto al concetto di "divinità", la definizione di "ateismo" che il filosofo britannico Antony Flew coniò circa alla metà degli anni settanta del Novecento distingue tra «ateismo positivo» — ovvero l'asserzione che non esistano dèi oppure la negazione che una qualsivoglia divinità esista — e «ateismo negativo», al quale egli stesso si richiamava, che si basa sull'impossibilità di verificare o falsificare con l'esperienza qualsivoglia asserzione teologica; l'accezione di cui alla prima definizione citata, anche identificata con «ateismo forte», ovvero la positiva affermazione dell'inesistenza di Dio e non di una generica divinità, è tuttavia oggetto di nuove attribuzioni di significato: nel XXI secolo si tende ad attribuire al termine «ateismo positivo» o «forte» il significato — oltre a quello, scontato, di negazione del trascendente — di disapprovazione morale e di avversione alle credenze.
Qualora rapportata altresì al concetto di "credenza in qualsivoglia divinità", emerge una distinzione tra «ateismo pratico» — proprio di chi, per esempio, pur non negando i dogmi o le credenze che affermino l'esistere di qualsivoglia ente trascendente, prescinde nella realtà quotidiana da tale ente e agisce come se esso non esistesse — e «teorico», appannaggio di chi, indipendentemente dal proprio comportamento, non creda, o apertamente neghi, l'esistenza di un ente trascendente.
Un'ulteriore posizione è quella dell'apateismo, che caratterizza chi considera irrilevante o priva di significato qualsiasi discussione sull'esistenza o meno di una divinità e, in senso più esteso, qualsiasi discussione su religione o sistemi valoriali o morali legati a credenze religiose; la posizione implicita dell'apateismo può essere riassunta nell'asserzione: «Dio esiste? Non lo so e non m'interessa».
Nel suo portale dedicato all'ateismo, la BBC introduce l'argomento con la seguente definizione: «Gli atei sono persone che credono che Dio o gli dèi (o altri esseri soprannaturali) siano costruzioni umane, miti e leggende, o che credono che questi concetti non siano significativi».
Generalmente l'ateismo si contrappone al teismo, e in modo particolare al monoteismo (anche se, nell'«ateismo forte», è esclusa ogni forma di esistenza che trascenda la natura); talora, infatti, l'opposizione al panteismo o al politeismo risulta più sfumata o molto meno sviluppata, come – per esempio – in Richard Dawkins o Daniel Dennett.
L'ateismo non esclude l'agnosticismo, che raggruppa tutti coloro che si astengono dall'esprimersi su una materia quale l'esistenza o meno di una divinità, considerandola a priori inconoscibile. Ateismo e agnosticismo non sono posizioni contrapposte. Un ateo può essere considerato agnostico nel momento in cui, pur non credendo nell'esistenza del divino, ammette di non poterne avere la certezza assoluta. Prendendo in prestito una terminologia in uso nel mondo anglosassone, all'ateo agnostico si contrappone l'ateo gnostico, cioè colui che ritiene di poter affermare con certezza la non esistenza del divino. Un esempio celebre di ateo che non si dichiara del tutto certo dell'inesistenza di dio lo si trova in Richard Dawkins, che nel suo L'illusione di Dio espone le ragioni per le quali ritiene l'inesistenza di dio "quasi" certa.
(Petronio, Frammenti, 27)
Nella storia delle religioni, in quanto negazione della credenza in Dio, e perciò anche nel soprannaturale (aldilà, angeli, demoni, testi e oggetti sacri, messaggi rivelati, preghiere, sacrifici e superstizioni di qualunque tipo) e negli officiatori di culto (sacerdoti, profeti, medium, streghe, maghi, indovini ecc.), l'ateismo è sempre stato una corrente di pensiero critica della religione stessa nelle sue svariate forme e dei fenomeni ad essa collegati (spiritualità, esoterismo, mistica, teocrazia, idolatria, fondamentalismo, clericalismo e così via).
Percepito dai credenti e dalle classi sacerdotali come un pericolo per la fede, l'ateismo fu e rimane tutt'oggi oggetto di discriminazione, timore, rifiuto, avversione, intolleranza e violenza persecutoria da parte di istituzioni e figure religiose, a seconda delle religioni e dei culti con il quale si è scontrato. Secondo l'accademico e storico delle religioni italiano Raffaele Pettazzoni (1883-1959):
Per tali ragioni nelle diverse società umane condizionate dalla religione e/o dove questa svolge un ruolo importante, le persone noncredenti sono bollate come immorali, senza scrupoli o pericolose; dunque l'ateismo, insieme all'irreligiosità, viene denigrato come un pensiero potenzialmente distruttivo, per la religione stessa in primis, e poi per l'ordine sociale costituito. Nel corso del tempo lo stereotipo dell'ateismo come una reale minaccia divenne così radicato che talvolta alcuni anticlericali e liberi pensatori arrivarono a condividerlo espressamente: lo stesso Voltaire ad esempio, seppur critico di tutte e tre le religioni abramitiche e delle loro istituzioni, giudicava negativamente l'ateismo («Certo non vorrei aver a che fare con un principe ateo perché, nel caso si mettesse in mente d'avere interesse a farmi pestare in un mortaio, son ben certo che lo farebbe senza esitazione…», si legge nel Dizionario filosofico) in quanto, a suo giudizio, «amorale» e «socialmente pericoloso».
Nella filosofia greca l'ateismo ebbe inizio come un atteggiamento pratico alla vita, specie fra i presocratici, o come effetto collaterale delle filosofie che alcune delle loro scuole sostenevano, quali l'atomismo (Leucippo, Democrito) e il naturalismo (Talete, Anassimandro, Anassimene di Mileto, Eraclito), entrambe forme di materialismo, ed il pluralismo (Empedocle di Agrigento, Anassagora di Clazomene, Diogene di Apollonia); invece con i sofisti (Protagora, Prodico, Gorgia e Crizia) il dubbio sull'esistenza degli dèi divenne oggetto d'interesse della speculazione teorica e della teologia (intesa come un "discorso su Dio" vero e proprio, non come sistema di credenze) tra i filosofi greci, legato però sempre a questioni quali il rispetto delle convenzioni sociali, le leggi della polis e l'etica.
Erede dell'ateismo implicito nella filosofia presocratica e manifesto nella sofistica fu il razionalismo naturalistico dei successori di quest'ultima: Aristippo (fondatore della scuola cirenaica), Antistene (scuola cinica) ed Epicuro (scuola epicurea); fra i singoli filosofi atei dell'epoca si possono annoverare Ippone di Reggio, Diagora di Milo, Teodoro di Cirene (detto «l'Ateo»), Bione di Boristene ed Evemero di Messene (teorico dell'evemerismo). Nelle Leggi, Platone propose di introdurre pene molto severe per gli atei: l'ateo «pratico» (cioè quello che vive come se non esistesse alcuna divinità) è passibile di condanna al carcere, mentre l'ateo «teorico» (che nega l'esistenza degli dèi sulla base di motivazioni teoriche) dev'essere, nel peggiore dei casi, condannato a morte.
Non necessariamente «ateismo» è sinonimo di «irreligiosità», che può riferirsi – oltre che all'ateismo – all'agnosticismo, all'ignosticismo, al libero pensiero, all'antiteismo, all'umanesimo secolare e così via, tutte forme di noncredenza quale espressione generica dell'irreligiosità.
Inoltre, può darsi il caso di atei dichiarati che credono in concetti come «forza vitale» o simili, i quali, pur non avendo caratteri teistici, conservano comunque elementi «spiritualistici» — posizione avvertita ma fortemente contestata da Michel Onfray, che la esclude dalla propria ateologia, e dagli atei «naturalisti», che rifiutano ogni approccio mistico o soprannaturale, relegandolo nell'ambito della superstizione o della religiosità popolare.
«Ateismo» non è necessariamente sinonimo di anticlericalismo, il quale si caratterizza piuttosto come movimento di opposizione all'ingerenza temporale del clero nella vita civile, e quindi può essere appannaggio anche di credenti. Esiste, inoltre, la posizione opposta a quella dei credenti anticlericali, la quale, pur essendo molto particolare, è invece da includere nell'ateismo: è quella dei cosiddetti «atei devoti», che sostengono i valori cristiani pur non credendo nell'esistenza di Dio.
Sebbene molti tra coloro che si dichiarano atei condividano un diffuso scetticismo di fondo verso il soprannaturale e lo spirituale, le convinzioni degli atei provengono da molteplici fonti culturali, filosofiche, sociali e storiche, sicché non esiste un «pensiero unico», né una linea comune di comportamento e di azione tra gli atei. Posto ciò, per una categorizzazione indicativa e orientativa dei tipi di ateismo è opportuno distinguere almeno tra «debole» e «forte», «pratico» e «teorico».
La distinzione tra «debole» e «forte» ha una sua giustificazione nella percezione che comunemente si ha del termine «ateo» in Occidente, dove si tende a identificare il teismo con il solo cristianesimo. In questo contesto, risulta forte l'affermazione «non esiste alcun dio», mentre è debole «non esiste il dio biblico»: questa seconda affermazione può presupporre la credenza nel dio degli Stoici, dei Neoplatonici o di Giordano Bruno, in quello del deismo dei secoli XVII e XVIII, in Siva, in Visnù o altri.
Per quanto riguarda la distinzione tra «pratico» e «teorico», va ricordato che la prima distinzione sui tipi di ateismo risale a Platone, che nelle Leggi, avendo preso in considerazione l'empietà nei confronti degli dèi olimpici, aveva indicato un ateismo privo di giustificazioni teoriche, quindi pratico, e uno con motivazioni filosofiche, quindi teorico. Con le dovute cautele, dunque, è la distinzione «pratico – teorico» ad avere fondamento nella storia della filosofia, per quanto quella «debole – forte» possa essere di qualche utilità discorsiva in senso generico.

## Argomenti per l'inesistenza di Dio
I filosofi nel corso della storia hanno presentato un'estrema varietà di argomentazioni a favore o contro l'esistenza di Dio o anche in sostegno dell'irresolubilità della questione e della sospensione del giudizio (agnosticismo). Secondo un sondaggio del 2009, molti filosofi propendono per l'ateismo, sebbene il tentativo di dimostrare l'inesistenza di Dio operato attraverso ricerche e studi accademici dall'«Istituto per l'ateismo scientifico» di Leningrado, attivo nell'Unione Sovietica per oltre settant'anni, non abbia prodotto alcun risultato.
Gli argomenti filosofici e scientifici avanzati per non credere nell'esistenza di Dio sono di vario tipo. Il più semplice può essere sintetizzato nel fatto che non ci siano ragioni sufficienti per credere in qualcosa che trascenda la sfera della materialità, di cui siamo costituiti e nella quale siamo immersi. Il "principio di immanenza" è quindi il fondamento di ogni ateismo e con ciò non si esclude solamente l'entità denominata "Dio", bensì ogni entità astratta (Logos, Nous, Essere, Assoluto, Spirito ecc.) che alluda all'esistenza di un ambito di realtà al di fuori di quello sottoposto all'indagine della scienza.
Un argomento ateo più complesso e articolato non si basa esclusivamente sulla negazione di Dio, ma sul superamento della credenza nel divino. Esso porta a sostegno prove sulla base di dati di fatto scientifici, sia teorici che sperimentali, tali da escludere l'obbligo dell'esistenza di qualche azione trascendente sulla realtà dell'immanenza.

### Darwin e le implicazioni della teoria dell'evoluzione per selezione naturale

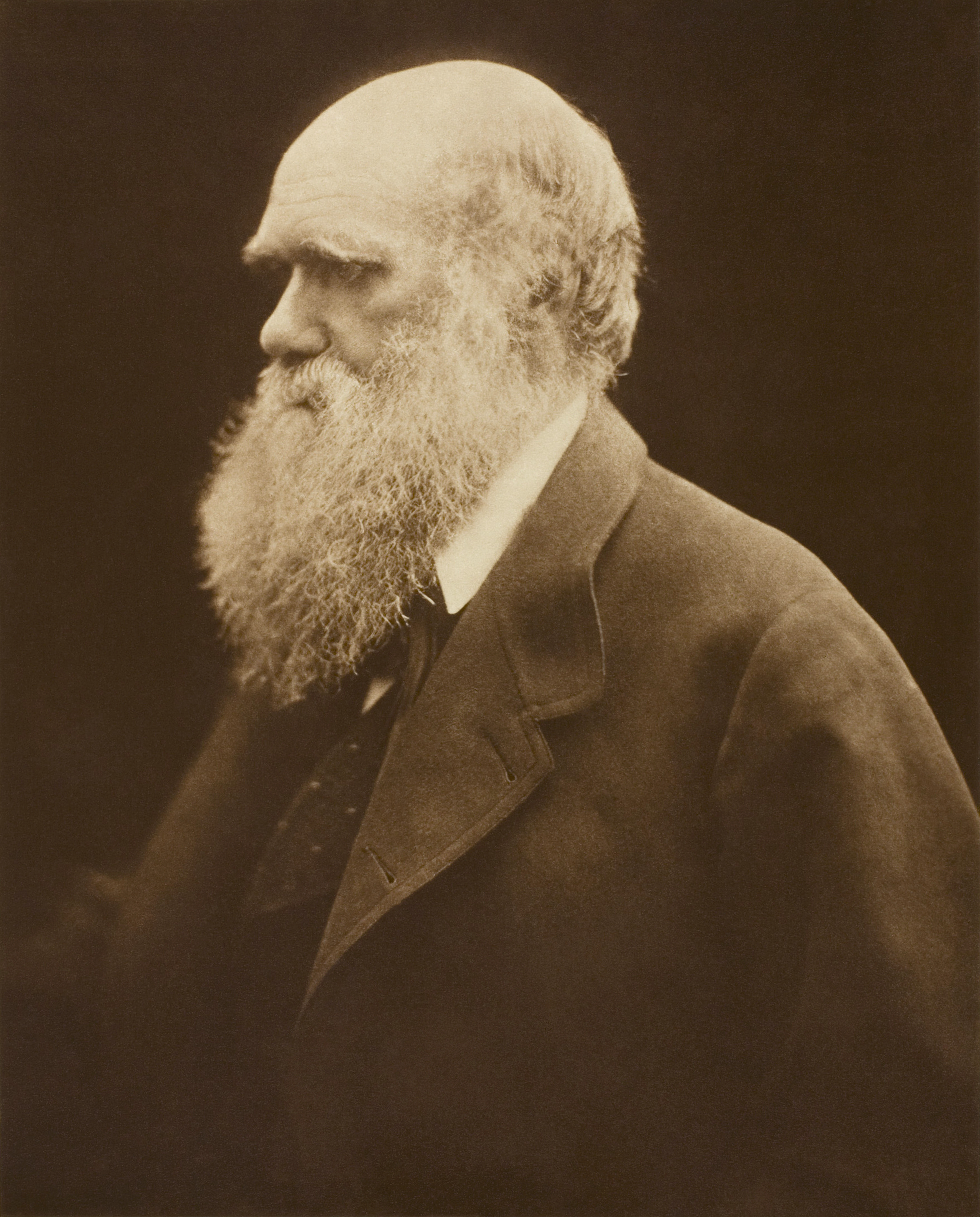
Darwin nel 1868, fotografato da Julia Margaret Cameron.

La teoria dell'evoluzione per selezione naturale, formulata da Charles Darwin a metà del XIX secolo, è stata determinante nel fornire una spiegazione all'evoluzione delle diverse forme di vita che non renda più necessaria la figura di un Dio creatore. Nel suo libro L'origine delle specie pubblicato il 24 novembre 1859, Darwin descrisse come, tramite la selezione naturale degli individui con caratteri favorevoli alla sopravvivenza e alla riproduzione in un determinato ambiente, si siano potute differenziare ed evolvere nel corso di milioni di anni tutte le diverse specie di forme di vita che conosciamo.
Il darwinismo sta conoscendo una fase di rinnovamento, concretatasi nella riunione dei "16 di Altenberg" del 2008, dove 16 tra i più grandi biologi e filosofi evoluzionisti si sono riuniti per integrare la teoria dell'evoluzione con nuove idee ed ipotesi su meccanismi che sembra si aggiungano a quelli ben noti.

Comparazione del cranio di diverse specie di Primati, incluso l'uomo moderno (Museum of Comparative Zoology, Università di Harvard)

Il biologo Jacques Monod, Premio Nobel per la medicina del 1965, nel saggio Il caso e la necessità ha dimostrato che in biologia le mutazioni genetiche sono il frutto del caso mentre la necessità provvede (attraverso invarianza e teleonomia) a mantenere l'esistente. Il caso è dunque il portatore del nuovo nel mondo della vita, mentre la necessità lo conserva se adatto. Il biologo molecolare Motoo Kimura nella sua teoria neutralista del 1972 asserisce che a livello molecolare le mutazioni appaiono del tutto casuali.

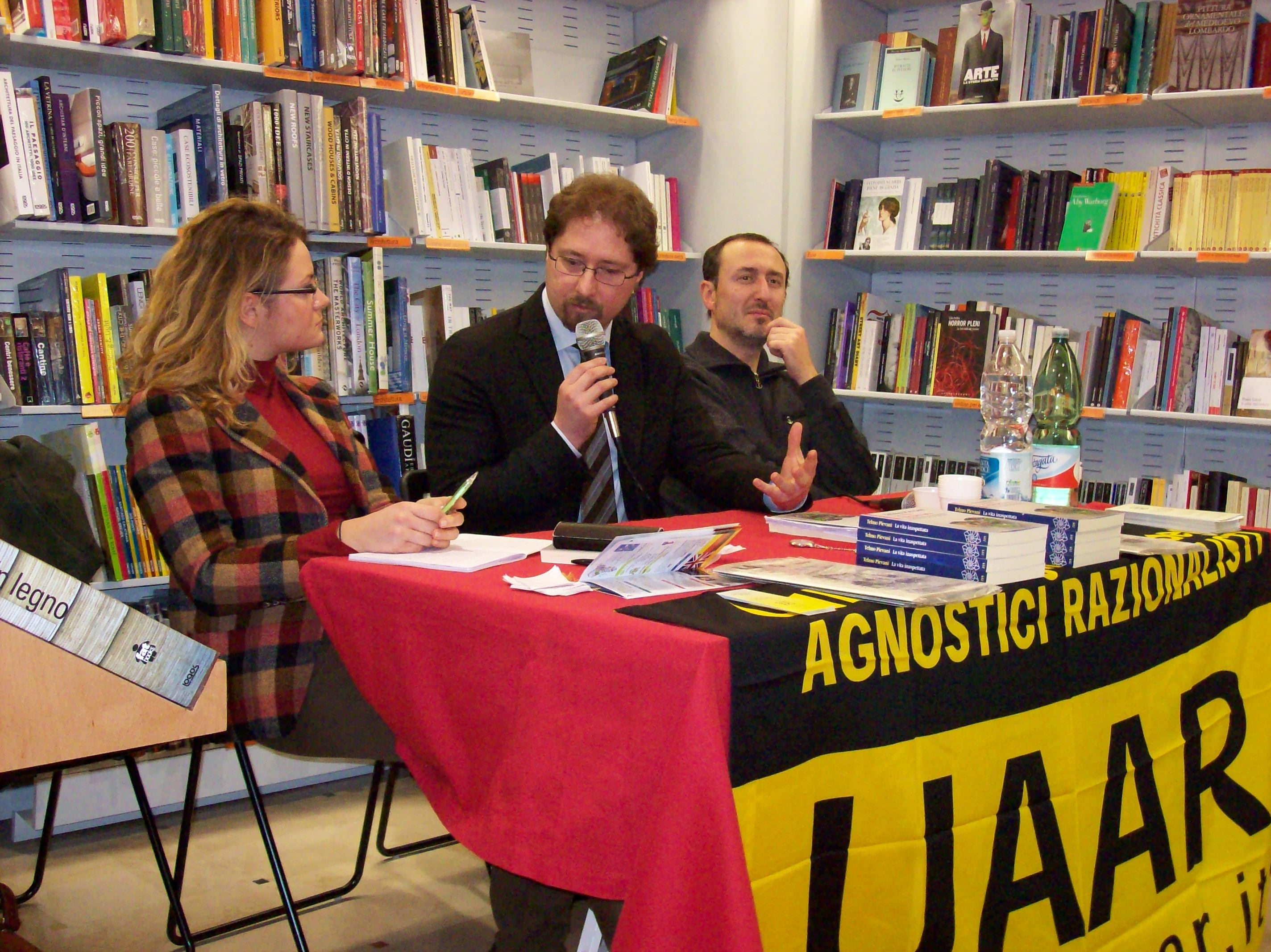
Pievani ad un convegno dell'UAAR in occasione del Darwin Day (2012)

Recentemente il filosofo della scienza Telmo Pievani è tornato sul problema del creazionismo (Creazione senza Dio, 2006).
Sebbene il darwinismo sia ormai accettato dall'intera comunità scientifica come unico fondamento teorico valido di tutte le scienze biologiche, rimangono ancora oggi dei critici anti-darwiniani, religiosi e laici, che negano la validità della teoria evoluzionistica, sostenendo invece il neocreazionismo o alcune sue forme particolari (ad es. il Disegno intelligente o il teismo evoluzionista) come spiegazione metafisica della realtà.

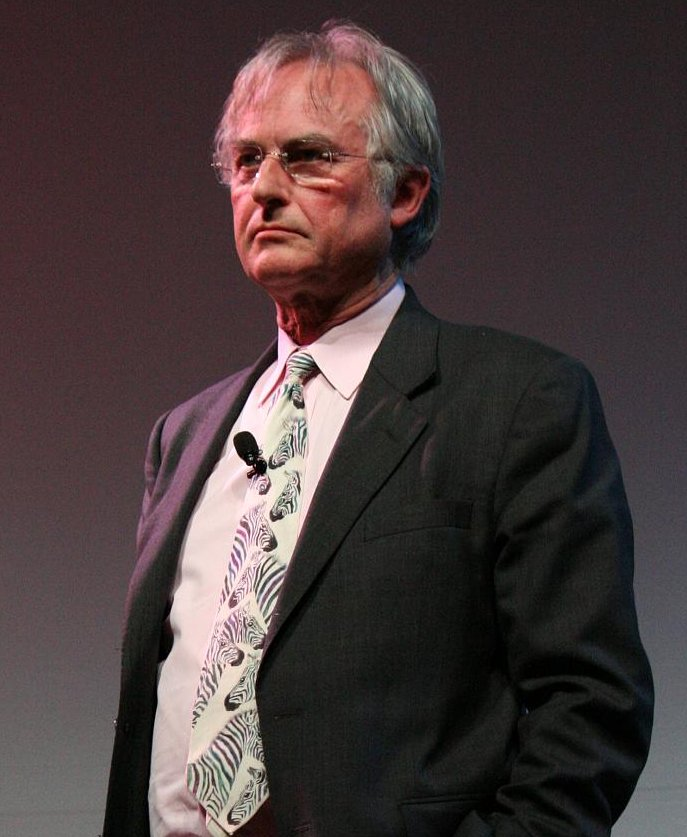
Dawkins all'Università del Texas di Austin

Contro i sostenitori di queste teorie, totalmente prive di validità scientifica, alcuni eminenti biologi evoluzionisti e divulgatori scientifici, fra cui i più noti sono l'etologo Richard Dawkins (principale esponente del Nuovo ateismo) e lo zoologo e paleontologo Stephen Jay Gould, hanno intrapreso una battaglia culturale in difesa della scienza e della laicità delle istituzioni contro le intromissioni della religione nel dibattito scientifico e nella vita pubblica dei cittadini delle democrazie liberali dell'Occidente.
In risposta ai critici del darwinismo, Pievani si limita a separare i piani della scienza e della fede personale, riprendendo come modello di riferimento il principio dei magisteri non sovrapponibili di Gould:
 «È evidente che denunciare l'inconsistenza scientifica del neocreazionismo non implica alcun tipo di interferenza nella sfera delle credenze religiose di chiunque, che restano del tutto libere e incondizionate. Il punto sta nel decidere come comportarsi quando una credenza religiosa vuole travestirsi da scienza e quindi manipolare o censurare, per esempio, i programmi delle scuole pubbliche».

### L'onere della prova
Affirmanti incumbit probatio: già i latini sostenevano che «la prova tocca a chi afferma». L'onere della prova è dunque sulle spalle del credente. È lui che afferma l'esistenza di una o più divinità, e tocca quindi a lui dimostrare tale esistenza. Il non credente afferma che esiste l'universo, il credente afferma che esiste l'universo e, in aggiunta, Dio: fornire verifica di quell'aggiunta è suo compito. La situazione è paragonabile a una causa giudiziaria: è l'accusa che, in un tribunale, deve condurre delle prove a sostegno della propria tesi; la difesa deve al massimo invalidare le suddette prove, non di certo fornire alla giuria una dimostrazione di innocenza nei confronti di un'accusa infondata. È quindi necessario, secondo questo principio, che gli stessi credenti si facciano carico dell'onere della prova, a sostegno delle loro affermazioni.
Gli atei e gli agnostici non hanno tendenzialmente problemi a riconoscere il fatto che non è possibile dimostrare l'inesistenza di Dio: anche perché, come scrive Richard Dawkins, «non si può dimostrare in maniera incontrovertibile l'inesistenza di niente»..

### L'assenza di evidenze
L'ateismo nasce come confutazione delle pretese dei credenti sull'esistenza di Dio, benché per essere atei sia più che sufficiente non essere persuasi dell'esistenza di Dio. Si è quindi data a lungo una fondamentale importanza alla parte critica, piuttosto che alla formulazione di argomenti "positivi” in favore della miscredenza. Così facendo, gli atei ritengono che l'assenza di evidenze a favore dell'esistenza di Dio prodotte dai credenti, a cui spetta l'onere della prova, sia già un argomento sufficiente per negare l'esistenza di qualsiasi entità sovrannaturale (così come, per gli agnostici, è già un argomento sufficiente per non esprimersi affatto sulla questione). Come ha sostenuto Christopher Hitchens citando Euclide, «ciò che può essere asserito senza prove concrete può essere anche rifiutato senza prove concrete». Se per credere in Dio bisogna rinunciare alla ragione e sostenere che la ragione umana è troppo presuntuosa quando pretende di dire la sua su questioni che «la ragione stessa non può dimostrare», allora si può teoricamente credere a qualunque cosa, anche a una teiera di porcellana orbitante tra la Terra e Marte.
È una posizione affine a quella del ragionamento scientifico, secondo il quale non si possono prendere per veritiere asserzioni completamente sprovviste di prove: è teoricamente possibile, ad esempio, che esistano esseri extraterrestri con una lunga proboscide a forma di trombetta, ma l'infinitesimale possibilità che ciò possa essere reale non è una valida ragione per crederla vera. Molti atei sostengono inoltre che la scienza è competente a intervenire sulle questioni religiose: se si pretende che la divinità interagisca con la sfera materiale (ad esempio attraverso i miracoli), allora la scienza ha tutte le credenziali per studiare la congruità dell'affermazione. Da un punto di vista logico, infine, si è anche sostenuto (A. J. Ayer) che tutte le asserzioni su Dio sono letteralmente prive di significato, in quanto nulla può valere come verifica della loro verità o falsità. Non si dimostra l'esistenza di qualcuno, ma la si constata.

### Utilizzo ateologico del Rasoio di Ockham
Questa teoria riguarda principalmente le religioni che affermano la creazione. Il frate francescano Guglielmo di Ockham (1280 – 1349) sostenne che mentre Dio è un assoluto a priori, per spiegare una qualsiasi altra cosa, non bisogna aggiungere, quando non servono, elementi ulteriori che si rivelano inutili.
Tale teoria, nota come Rasoio di Occam, è stata in seguito utilizzata per mettere in discussione la stessa esistenza di Dio, poiché semplifica l'affermazione «Dio, che è sempre esistito, ha creato l'universo» in «l'universo è sempre esistito». Questo punto di vista caratterizza sia il panenteismo di Spinoza e sia il materialismo monista e determinista di d'Holbach, per il quale Dio si rivela pertanto un ente inutile. Anche alcuni scienziati moderni, come Fred Hoyle e Stephen Hawking, hanno affermato questo principio - utilizzando le loro teorie - come base per il proprio ateismo personale.
Nello spinozismo l'identificazione Dio-mondo, dove il mondo è eterno e necessitato dal Dio-Tutto (Natura) teorizza che "il mondo rifluisce in Dio", a differenza del panteismo stoico per il quale "Dio pervade e permea il mondo". Dunque è solo nel materialismo monistico-deterministico che Dio viene escluso e la sua ipostasi superflua, in quanto la sua inesistenza non pregiudica affatto il funzionamento dell'universo, che si può spiegare molto meglio evitando di ricorrere a un'entità sovrannaturale. Il mondo è dunque autosufficiente.

### La non-credenza
Molte persone non credono sulla base del fatto che non può esistere una divinità che possa e voglia essere creduta (e possibilmente adorata) da tutti, e contemporaneamente non sia in grado di dare la fede a tutti. A questo principio logico ad excludendum comparso verso la metà del Settecento, e rimasto a lungo paradigmatico, nel Novecento si è affiancato un nuovo significato, oggi prevalente: la non-credenza, che è quell'atteggiamento razionalistico che non ritiene gnoseologicamente valido ipostatizzare l'indimostrabile. Se ciò avviene una data entità è "creduta" e non può dirsi "conosciuta". Nel linguaggio della Chiesa Cattolica a partire dal decennio 1970-1980 è invalso l'uso di chiamare non-credenti gli atei nei documenti ufficiali, ciò ha fatto sì che nel linguaggio chiesastico il termine non-credente abbia praticamente sostituito quello di ateo, sempre più in disuso. Alla non credenza fa inoltre riferimento il movimento degli attivisti atei nel mondo anglosassone o italiano.

### La pluralità delle religioni e degli dèi
Nel mondo vi sono migliaia di religioni. Milioni di divinità diverse (dagli dèi antropomorfi a quelli assolutamente trascendenti) sono state venerate negli ultimi millenni dagli esseri umani. In nessuna epoca storica una religione specifica è stata praticata dalla maggioranza della popolazione mondiale. Se una religione fosse detentrice della verità e soprattutto direttamente ispirata da Dio, la sua universalità dovrebbe già essersi affermata. Così non è, e i conflitti inter-religiosi hanno generato guerre tra le più terribili. Inoltre, le dottrine religiose sono caratterizzate da contrasti spesso insanabili anche all'interno di una stessa fede di base (es: cattolici/protestanti e sunniti/sciiti). I non-credenti sostengono l'impossibilità che alcuna religione possa essere "vera" perché si contraddicono l'una con l'altra: non è possibile che più di una di esse sia vera, e questo diminuisce ulteriormente la loro attendibilità. L'esistenza di tante religioni e tante diverse divinità è quindi la dimostrazione che nessuna di esse ha mai portato prove irrefutabili.

### Il dolore e il male
Chi più, chi meno, ci troviamo tutti a condividere parte della nostra esistenza con il dolore fisico. Non solo, nel mondo esiste, e spesso predomina, il male (la cui definizione, per quanto relativa, è comunque collocabile dalla maggior parte degli esseri umani nella realtà visibile). Perché un Dio onnipotente e al contempo benevolo dovrebbe tollerare l'esistenza della tortura fisica, le indicibili sofferenze di un malato terminale, la morte di un bambino inerme, Auschwitz, le guerre e le catastrofi naturali? L'ateo osserva che l'uomo ha da sempre dovuto trovare di persona una soluzione al male, sia che esso fosse di natura sociale (e, quindi, razionalmente attribuibile all'azione dell'uomo stesso, come la povertà, la guerra o l'ingiustizia), sia che esso fosse di natura materiale (come la malattia, il dolore o la morte).
Alcune religioni, come il cristianesimo, sostengono che l'esistenza del male dipenda dall'imperfezione dell'uomo stesso e dalle sue azioni sconsiderate. La maggior parte degli atei non accetta questa asserzione, sostenendo invece che l'essere umano, al pari dell'universo, se creato da un Dio benevolo e onnipotente, non dovrebbe poter contenere né essere portatore del male; la stessa esistenza del male dovrebbe essere esclusa dalla realtà, in quanto non contemplata dal motore divino. Un'altra linea di pensiero apologetica, formulata originariamente dal filosofo tedesco Gottfried Leibniz, accetta la sfida posta dal problema della teodicea, sostenendo nel saggio Essais de Théodicée sur la bonté de Dieu, la liberté de l'homme et l'origine du mal (1710) che quello in cui viviamo è ad oggi il migliore dei mondi possibili.
Gli atei contestano vigorosamente questa posizione, ribattendo che non è difficile, neppure per una mente umana, concepire un mondo migliore di quello in cui viviamo. Il filosofo britannico Bertrand Russell, ad esempio, sostiene che «Non è difficile immaginare un mondo senza i nazisti o il Ku Klux Klan». La larga condivisibilità di questa affermazione è fonte di sostegno per le obiezioni atee. Per queste ragioni, gli atei sostengono che l'esistenza del male nel mondo è dimostrazione dell'impossibilità dell'esistenza di un dio benevolo e al contempo onnipotente.

### L'incoerenza degli attributi divini
I vari attributi divini del Dio delle religioni abramitiche (onniscienza, onnipotenza, somma benevolenza) sono vicendevolmente escludenti. Perché Dio non impedisce che si compia il male? Se non lo fa perché non può, vuol dire che non è onnipotente. Se non lo fa perché non vuole, vuol dire che non è sommamente buono. Se non lo fa perché non sa come farlo, vuol dire che non è onnisciente; se Dio è onnisciente, sa in anticipo come interverrà in futuro usando la sua onnipotenza: non può dunque mutare parere, e dunque non è onnipotente.
Un'ulteriore contraddizione si rinviene nella teoria del libero arbitrio: se Dio ha dotato l'uomo di libero arbitrio, ben sapendo che lo avrebbe usato per fare del male, vuol dire che Dio non è sommamente buono; se non lo poteva prevedere, vuol dire che non è onnisciente; oppure è perfido, e si prende gioco sia degli esseri umani che predestina a compiere il male, sia di quelli che predestina al ruolo di vittime. Le contraddizioni si moltiplicano, e la mancanza di una spiegazione comprensibile conduce il pensiero ateo a ritenere impossibile l'esistenza del divino laddove riscontri l'incompatibilità dei suoi attributi.
Alcune di queste contraddizioni sono state già esposte nell'antichità dal filosofo greco Epicuro nel cosiddetto paradosso di Epicuro.

### La complessità di Dio
L'argomento è stato presentato da Richard Dawkins nel suo libro L'illusione di Dio. Secondo Dawkins, «un Dio capace di monitorare e controllare in permanenza le condizioni di ogni singola particella dell'universo», di curare simultaneamente «azioni, emozioni e preghiere di ogni singolo essere umano», di «decidere ogni momento di non salvarci miracolosamente quando ci ammaliamo di cancro» non può essere «semplice», come sostengono tanti teologi, ma necessita di una spiegazione «mastodontica» statisticamente improbabile quanto il supposto Creatore.

### Feuerbach e l'antropomorfismo teologico
Secondo Feuerbach, «una volta che la coscienza dell'uomo abbia constatato che i predicati attribuiti a Dio dalla religione sono soltanto antropomorfismi, cioè rappresentazioni umane, già la sua fede è incrinata dal dubbio e dall'incredulità. [...] Se gli attributi sono antropomorfismi, è un antropomorfismo anche il soggetto dei medesimi. Se l'amore, la bontà, la personalità sono qualificazioni umane, lo è pure il soggetto delle medesime, il soggetto che tu ad esse presupponi, ed allora anche l'esistenza di Dio, anche la fede nell'esistenza di un qualsiasi dio è un antropomorfismo, una proiezione assolutamente umana»

### Freud: la religione come bisogno psichico

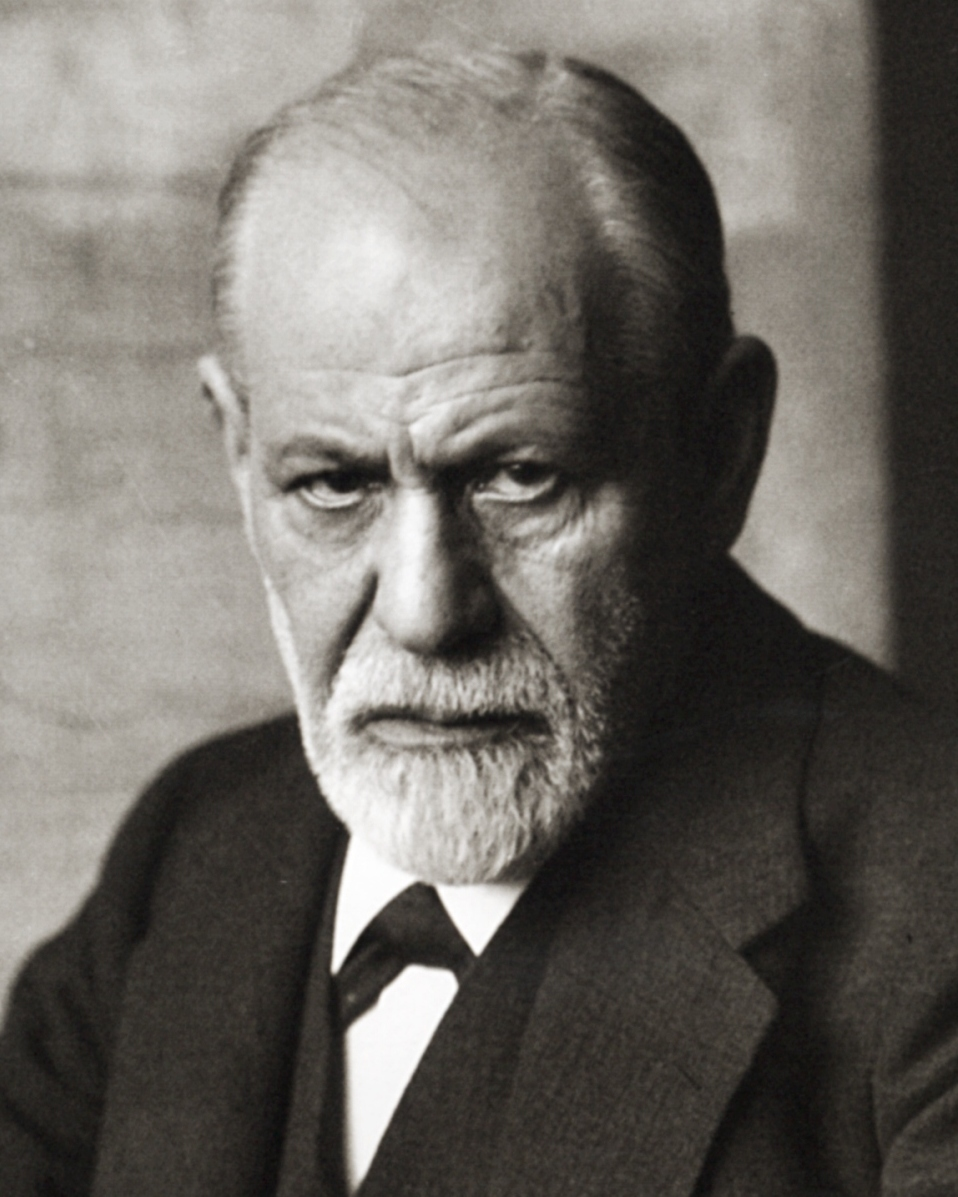
Freud nel 1926

Man mano che la scienza prosegue nelle sue ricerche, gli atei vedono come sempre più evidente l'insostenibilità della trascendenza. Il fenomeno psichico che la esige e che la supporta appare loro come qualcosa di ancestrale e che ha a che fare con l'esistenza stessa dell'uomo.
Già Sigmund Freud, padre della psicoanalisi, aveva messo in evidenza i meccanismi psichici che fanno nascere il senso del sacro nella mente umana, ed è ancora oggi lo studioso della psiche che per primo ha enucleato e analizzato l'origine e il senso della religione come sistema di credenze fallace nell'opera L'avvenire di un'illusione (1927); secondo Freud, la religione viene partorita dalla nostra mente per determinare uno stato di "basso investimento" (Besetzung), risparmiare energia e sentirsi appagati. L'essere umano quindi, per via dei meccanismi psichici finalizzati a proteggere il suo equilibrio mentale, tende a costruirsi una falsa rappresentazione della realtà, finalizzata ad evitare la nevrosi da iper-investimento psichico ed emotivo per cercare di risolvere uno stato di disagio, in grado di affiorare nella sua mente qualora metta in dubbio le sue certezze o la sua visione del mondo.

### "Nessun motivo"
L'argomento è stato formulato da Scott Adams nel libro God's Debris (2001). Adams sostiene che un essere onnipotente e/o perfetto non avrebbe alcun motivo di agire, in particolar modo creando l'universo: Dio non proverebbe infatti alcun desiderio, poiché il concetto stesso di desiderio è specificamente umano. Ma l'universo esiste, e quindi c'è una contraddizione: di conseguenza, un dio onnipotente non può esistere.

## Tipologie di ateismo
Risultano esistere differenti linee di pensiero nella filosofia atea, che vedono delle differenze sulla questione dell'esistenza di una divinità. Essendo divisioni di forte natura settoriale, nella realtà può spesso capitare che una persona abbia delle idee in condivisione con vari pensieri, creando un suo pensiero autonomo e personale.

### Ateismo forte
La posizione chiamata ateismo forte o puro o esplicito è quella secondo cui non esiste alcun dio. Ad esso si oppone l'ateismo debole, cioè l'assenza di fede in un certo dio, senza la convinzione che questo non esista. L'ateismo forte asserisce positivamente, quanto meno, che non esiste alcuna divinità, e può spingersi fino a sostenere che l'esistenza di alcune o di tutte le divinità è impossibile dal punto di vista logico. Ad esempio, gli atei forti sostengono comunemente che la combinazione di attributi che possono essere ascritti al Dio cristiano, quali onnipotenza, onniscienza, onnipresenza, trascendenza, somma benevolenza, è logicamente contraddittoria, incomprensibile o assurda; quindi si afferma che l'esistenza di Dio è impossibile a priori.
Similarmente, l'ateismo esplicito può sostenere che qualsiasi asserzione circa l'esistenza sovrannaturale è irrazionale e falsa a priori. Un esempio storico significativo di ateismo forte è certamente rappresentato da Karl Marx. Egli spiegò la religione come espressione e risposta alla miseria terrena con la speranza di un riscatto nell'aldilà. Per questo definí la religione «oppio del popolo», ovvero un antidolorifico capace di far sopportare la miseria e al tempo stesso impedisce di trovare una soluzione ad essa.

### Ateismo debole
La posizione dell'ateismo debole è così riassumibile: non ci sono motivi per credere in un qualsiasi dio o entità, per ragioni diverse dalla prova della loro (in)esistenza. Gli atei deboli sostengono che il semplice fatto che non ci siano argomentazioni a favore dell'esistenza di Dio accettabili da un punto di vista scientifico sia sufficiente a dimostrare che l'esistenza del dio non sia necessaria per spiegare l'universo (vedi anche Rasoio di Occam). A questo proposito, si racconta che, quando Laplace scrisse la sua opera maggiore, il Trattato di meccanica celeste, Napoleone avrebbe osservato: «Signor Laplace, mi dicono che avete scritto questo grande libro sul sistema dell'universo, e non avete mai nemmeno menzionato il suo Creatore». Laplace rispose: «Je n'avais pas besoin de cette hypothèse-là» («Non avevo bisogno di quell'ipotesi»)
In base a tale ragionamento, una persona in grado di confutare qualsiasi argomento a favore dell'esistenza di Dio è giustificata nell'adottare una visione atea.
Tale obiezione viene spesso espressa in termini che la collegano, come detto sopra, all'onere della prova: secondo gli scettici tocca ai sostenitori dell'esistenza di una qualsiasi cosa (nella fattispecie un dio) dimostrarla.
Le dimostrazioni filosofiche dell'esistenza di Dio, molto diffuse nel Medioevo, sono state poi contestate dai filosofi illuministi.
Dopo la rivoluzione scientifica, i pochi tentativi di portare prove scientifiche a favore dell'ipotesi dell'esistenza di Dio, tra i quali figura quello di Kurt Gödel, non hanno ottenuto significativi riscontri.

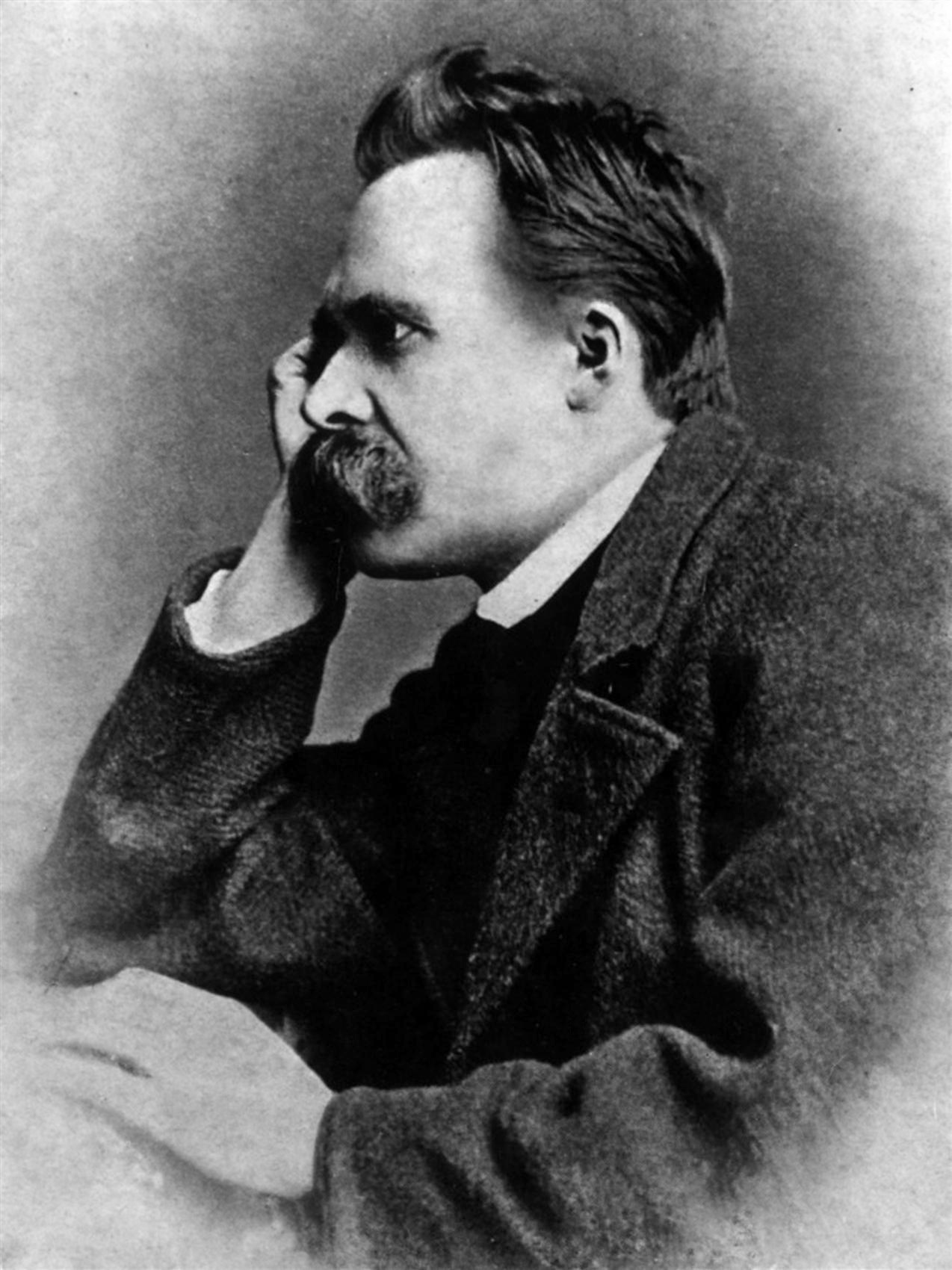
Il filosofo Friedrich Nietzsche, uno dei rappresentanti dell'ateismo moderno

### Ateismo pratico (o comportamentale)
Per ateismo pratico si intende la posizione per cui ci si comporta "come se" Dio non esistesse, pur non ponendo alla base del comportamento la convinzione su basi teoriche che non esista. L'ateo pratico è quindi piuttosto identificabile con l'"incredulo", colui che non crede ma neppure nega. Lo storico Georges Minois ha fatto della categoria dell'incredulità il sottofondo di tutta la sua ricerca nel saggio Storia dell'ateismo, apparso in Francia nel 1988 e in Italia nel 2000 (Editori Riuniti).
In tal senso lo studio di Minois è un testo di riferimento molto utile per comprendere gli sviluppi storici e le modalità di porsi della forma pratica dell'ateismo in Europa tra il XVI e il XVIII secolo.
Quello di Friedrich Nietzsche può essere considerato ateismo pratico più che teorico, per il fatto che egli combatte la religione e l'idea di Dio, ma non propone una filosofia atea con rigorose basi teoriche.

### Ateismo teorico (o filosofico)
L'ateismo teorico è quello che riguarda il comportamento soltanto in maniera secondaria, caratterizzandosi in primo luogo per l'assunzione di elementi prettamente teorici di carattere filosofico.
In termini molto semplificati, due elementi concettuali emergono in esso: l'impossibilità dell'esistenza del divino; la formulazione su basi teoriche di una filosofia capace di porre in una nuova prospettiva sia l'esistenza dell'universo e la sua natura, sia l'esistenza dell'uomo in rapporto ad esso.
Nella prospettiva dell'ateismo teorico l'idea del divino e del trascendente in generale diventa non solo surrettizia, ma filosoficamente insostenibile.
L'ateismo teorico in sé stesso trascura quindi gli elementi polemici contro la religione, in quanto inessenziali alla formulazione di una teoria filosofica rigorosamente atea, puntando semmai l'attenzione contro la metafisica e le sue costruzioni logiche e dialettiche infondate o insussistenti.
Nella storia della filosofia un vero ateismo teorico è più raro di quanto comunemente si pensi, anche a causa della frequente confusione che si fa con quello forte. I primi atei teorici possono forse essere considerati Leucippo e Democrito (e, dopo di loro Lucrezio) per aver escluso qualsiasi causa trascendente dalla cosmogonia, fondandola esclusivamente sul vuoto e sugli atomi come elementi primi dell'essere – pur non negando l'esistenza delle divinità. Devono passare diciotto secoli prima che cominci «la storia del vero ateismo», che troverà in Jean Meslier e, successivamente, La Mettrie e d'Holbach i suoi maggiori esponenti.
L'Ottocento ha in Feuerbach e ancor più radicalmente in Max Stirner (e, dopo di loro, Freud) un ateo teorico che riesce ad individuare la causa psichica generatrice dell'idea di Dio e di ogni religione.
Nel XX secolo, il più noto teorico dell'ateismo, in chiave scientifico-logica, fu Bertrand Russell. In epoca contemporanea Michel Onfray e Richard Dawkins possono essere considerati casi interessanti di ateismo teorico.
L'ateismo teorico contemporaneo coniuga elementi strettamente filosofici a elementi scientifici.

## Storia dell'ateismo

### Antica Grecia

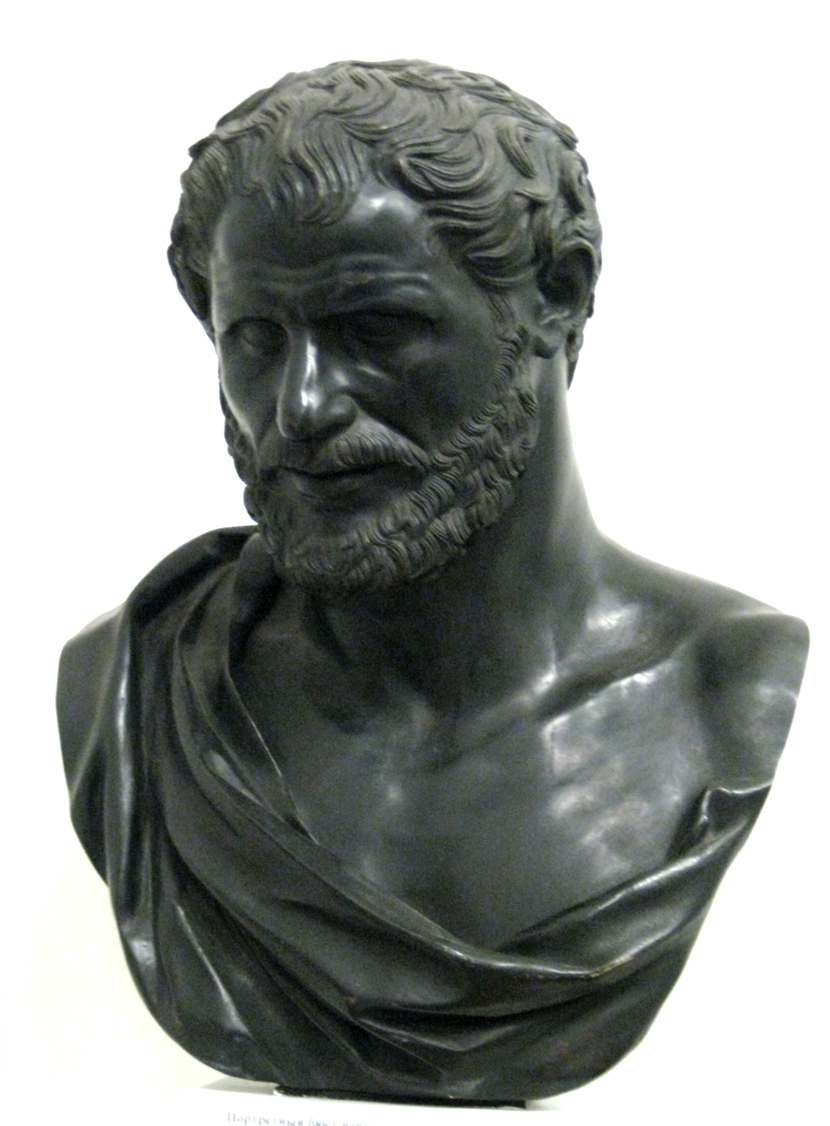
Busto di un greco ritenuto da alcuni essere Democrito (Villa dei Papiri, Museo archeologico nazionale di Napoli)

I primi pensatori a negare l'esistenza degli dèi furono alcuni sofisti greci, come Diagora di Milo, Crizia, Teodoro, mentre si può parlare di ateismo teorico per gli atomisti Leucippo e Democrito, perché il teorizzare l'esistenza di atomi, che muovendo nel vuoto "creano" la realtà fisica, esclude non solo la possibilità di una "creazione", ma anche di una formazione del cosmo a partire dal Caos primordiale ad opera di una qualsiasi causa divina. Secondo gli atomisti, il cosmo è infatti creato e ordinato dal movimento intrinseco agli atomi stessi in quanto mobili, quali particelle elementari e cause di tutta la realtà cosmica.

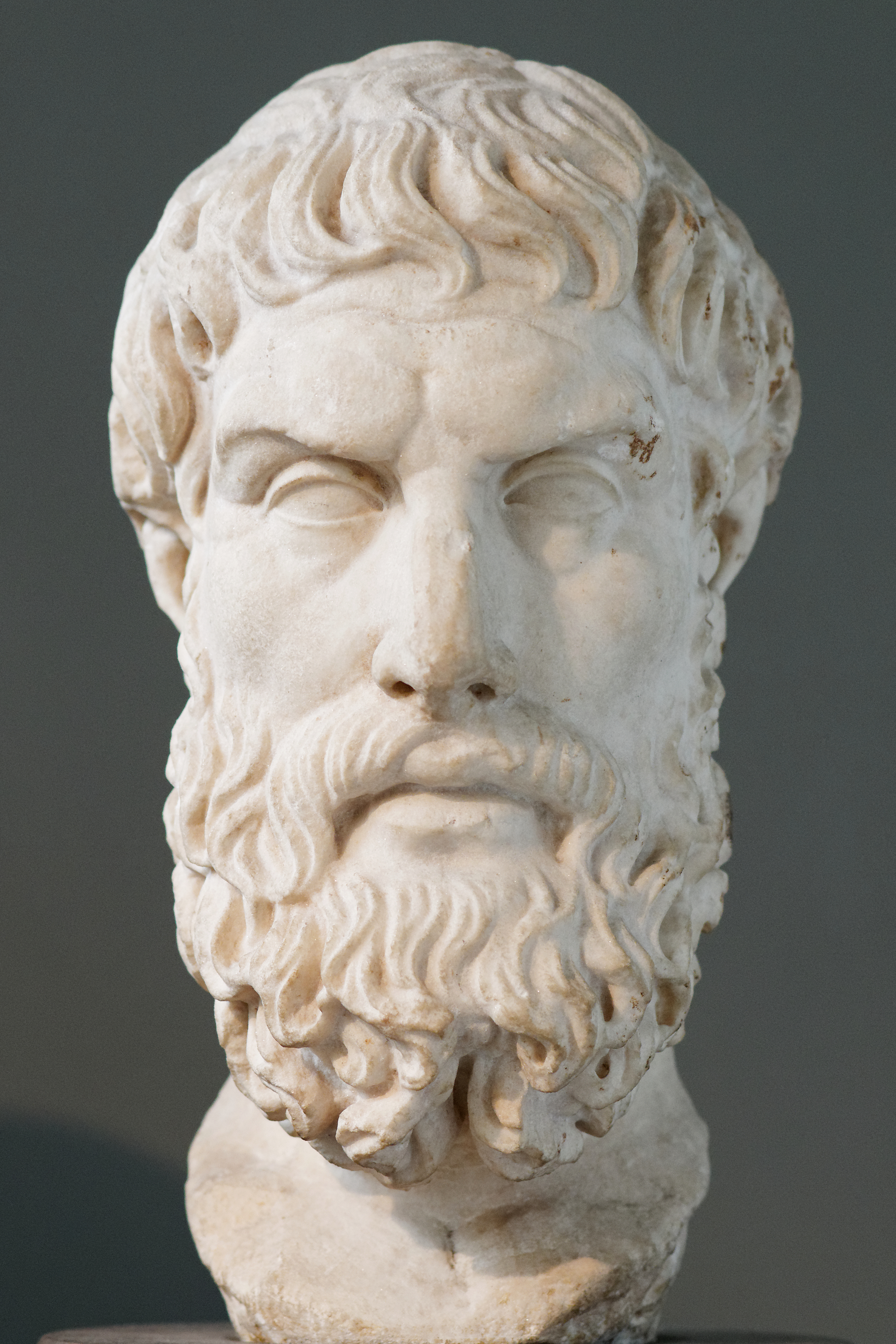
Busto di Epicuro, copia romana di un originale greco, II-III secolo (British Museum, Londra)

Per quanto Epicuro non negasse esplicitamente l'esistenza degli dèi, li relegava negli intermundia, come simboli della beatitudine e dell'indifferenza e non come realtà ontologiche. Dal punto di vista teorico è fondamentale l'introduzione della parenklisis, la casuale deviazione del percorso in caduta degli atomi nel loro precipitare nel vuoto in base al loro peso.
Lucrezio, che a lui fa riferimento (e traduce parenklisis con clinamen), però va oltre, perché stigmatizza la credenza negli dèi come il peggiore dei mali.
Ancor prima di Epicuro, i cirenaici, senza neanche prendere in considerazione l'esistenza degli dèi (e quindi non negandola ma considerandola priva di senso), avevano indicato nella ricerca del piacere l'unica forma di vita saggia, in netto contrasto con la teologia della virtù che il loro contemporaneo Platone sosteneva.
Un ruolo rilevante nella negazione dell'esistenza degli dèi nell'età ellenistica venne ricoperto da Evemero di Messene, storico e mitografo che, tra la fine del IV e l'inizio del III secolo a.C., nella sua Storia sacra (Cicerone, De natura deorum, I, 119) tradotta in latino da Ennio con il titolo di Euhemerus, avanzava la tesi che gli dèi non fossero altro che eroi o regnanti illustri del lontano passato, che il mito e la devozione popolare avevano finito per far considerare divinità. La teoria evemeristica sull'origine degli dèi, di carattere razionalistico e sostenuta in precedenza dallo storico e filosofo Ecateo di Abdera, per un verso è il primo esempio di demitizzazione del concetto di dio nella Civiltà greca, ma nello stesso tempo è stata sfruttata dai teologi e apologeti cristiani vissuti tra la Tarda antichità e l'Alto Medioevo quale dimostrazione che gli dèi pagani erano falsi, contrapponendovi la rivelazione del "vero dio" della Bibbia.

### Medioevo
Durante il Medioevo, nell'Europa cristiana, sono rare le professioni di ateismo.

### Dal Quattrocento al Seicento

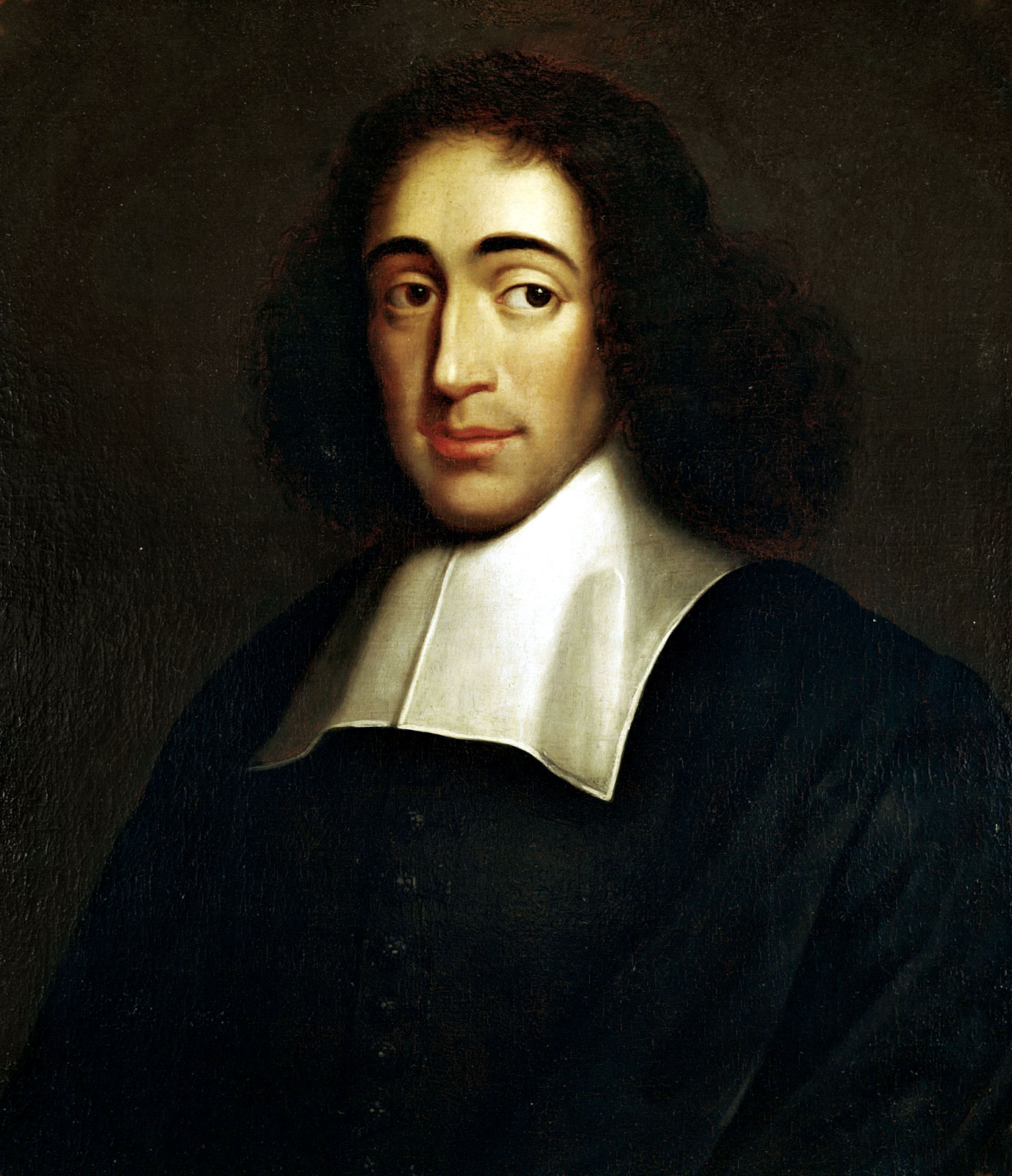
Baruch Spinoza

Benché non siano documentati casi significativi di ateismo in età medievale (anche se Dante e Boccaccio affermano che il poeta duecentesco Guido Cavalcanti, amico di Dante stesso, fosse ateo), questa visione del mondo sembra ricomparire in sottofondo, sebbene in forma molto attenuata ed ambigua, più naturalistica che atea, in alcuni filosofi rinascimentali come Pietro Pomponazzi (1462-1525) e Giulio Cesare Vanini, spesso ostracizzati e perseguitati e in alcuni casi (come Vanini) condannati a morte. Tuttavia, se si guarda bene a fondo, in nessuno di questi personaggi si scorge un vero ateismo, ma semmai un preludio del panteismo di Spinoza e del deismo di Toland.
Giulio Cesare Vanini (1585-1619) è colui che in maniera più esplicita enuncia una teoria panteistica basata sulla divinità intrinseca della natura e sull'appartenenza dell'uomo ad essa come sua parte. Egli riprende il pensiero di Pomponazzi e Cardano per formulare una concezione aristotelica dell'universo in cui la natura è in sé autosufficiente, senza che ci sia perciò bisogno di rivelazioni o sacre scritture ad avvalorarla. Secondo Vanini le religioni vanno viste come strumenti creati dalle classi dominanti volti a perseguire fini politici. Tali posizioni sono intollerabili per la Chiesa cattolica e nel 1619 Vanini viene accusato di blasfemia e ateismo dalle autorità di Tolosa e condannato alla morte sul rogo dopo aver subito il taglio della lingua, come avveniva usualmente per questo tipo di accuse.
Anche la letteratura libertina, che percorre tutto il Seicento, per quanto devastante per la religione costituita, mostra segni di ateismo estremamente deboli, perché prevalgono nettamente gli aspetti panteistici e deistici che la caratterizzano. Il celebre trattato De tribus impostoribus, scritto verso la metà del secolo, tanto esecrato dalle autorità ecclesiastiche, non è altro che la versione dotta di uno sbocco panteistico alla incredulità nella rivelazione, presente a livello popolare sin dal Cinquecento. L'ignoto autore scrive: «Quelli a cui premeva che il popolo venisse represso e controllato attraverso simili fantasticherie, hanno coltivato tale seme religioso, facendone poi una legge e costringendo il popolo, con il terrore del futuro e della punizione divina, ad obbedire ciecamente.»
Di genere differente è il Cymbalum mundi di Bonaventure Des Périers (c. 1500 – 1544) un libello composto da quattro dialoghi dal tono scherzoso. Altre numerose opere libertine percorrono tutto il Seicento minando la fede religiosa ma con scarso peso, limitandosi a proporre od auspicare un ateismo pratico povero di idee, ma specialmente fatto di rancore contro l'arroganza e il parassitismo dei preti.

### Il Settecento

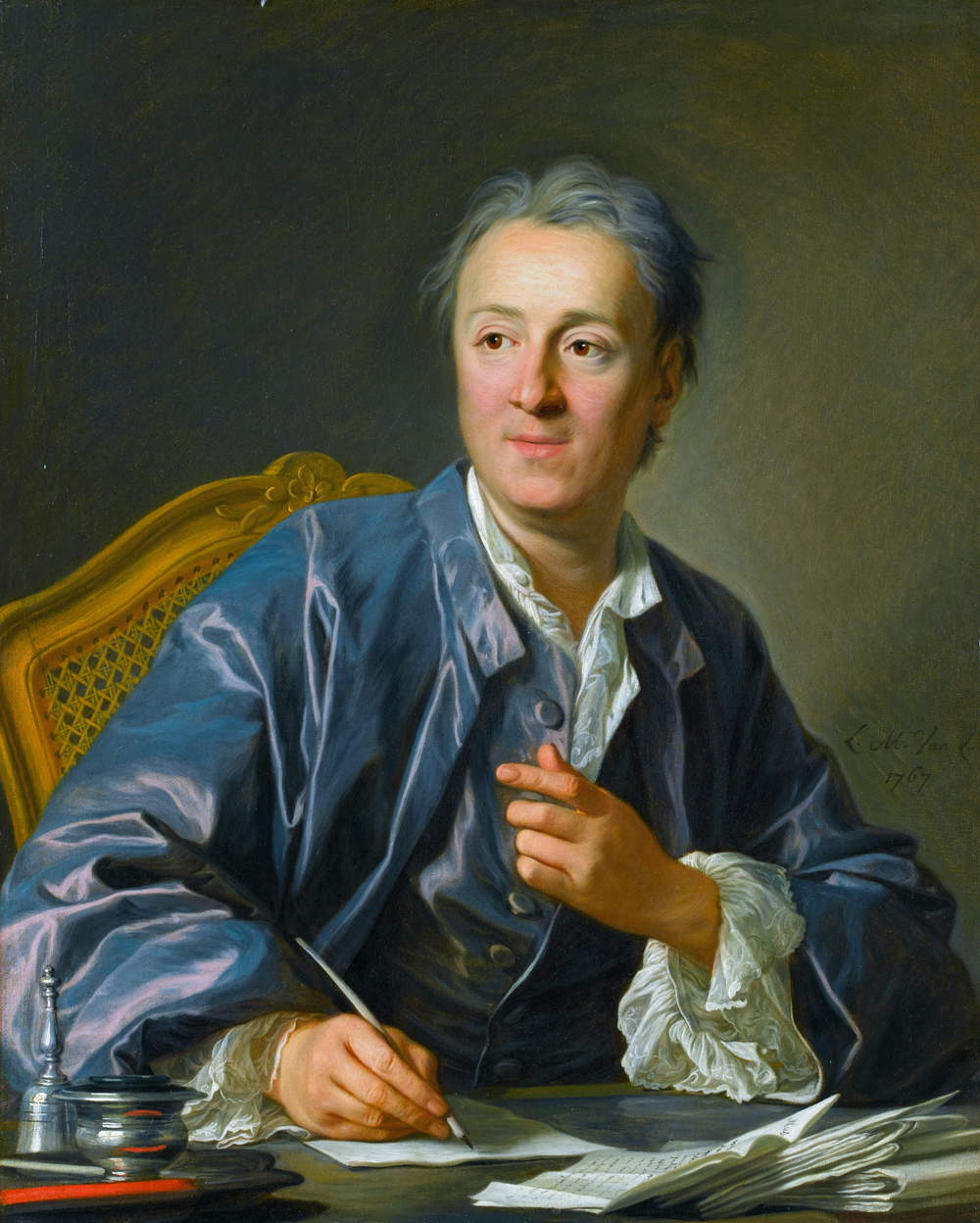
Denis Diderot

L'ateismo in forme filosofiche definite ha una rilevante ripresa nell'Illuminismo, l'epoca nella quale esso trova una vera e propria rinascita dopo almeno milleseicento anni. Ciò avviene con Jean Meslier (1664-1729), con Julien Offray de La Mettrie (1709-1751), con Claude-Adrien Helvétius (1715-1771), con Denis Diderot (1713-1784) e infine con il barone Paul Henri Thiry d'Holbach (1723-1789), il più importante teorico dell'ateismo materialistico.
Determinante è la figura di Jean Meslier come precursore di un ateismo illuministico che avrà il suo periodo più florido tra il 1740 e il 1780. Curato alla guida della parrocchia di Etrèpigny, vicino a Mézières nelle Ardenne per circa 40 anni, dopo avere svolto con diligenza e insospettabile apparenza di fede il suo compito per tutto questo tempo, questo prete, alla sua morte avvenuta nel 1729, lascia due sorprendenti lettere e una grande opera di circa 3500 pagine a stampa, Il Testamento; in esso evidenzia delle contraddizioni interne fra passi dei Vangeli nelle traduzioni utilizzate dalle Chiese cristiane. Meslier, animato da un profondo senso etico, enuncia anche un progetto di comunismo, che egli traeva probabilmente dall'esperienza delle prime comunità cristiane, con un implicito invito alla rivolta contro il potere costituito.

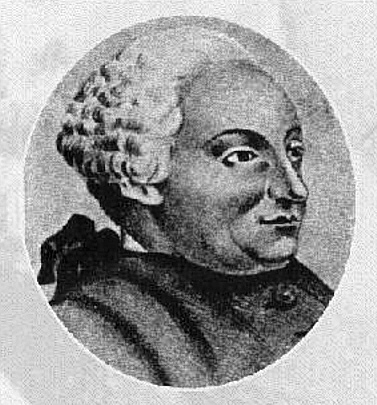
Il barone d'Holbach

Per lui lo stato sociale che si è determinato deriva dalla debolezza e dell'acquiescenza del popolo lavoratore, che produce e ha le briciole del suo lavoro. Le classi parassitarie nobiliari ed ecclesiastiche sono delle sanguisughe che vanno abbattute. Le ricchezze della terra vanno divise tra chi ne ha diritto e in parti uguali. Il diritto di proprietà va invece abolito e ci si deve ribellare agli abusi dei nobili e dei preti, mutando radicalmente i rapporti sociali delle società esistenti. Dice nel Testamento: "Unitevi per scuotere il giogo tirannico... I più saggi di voi guidino e governino gli altri”.
Anche il suo materialismo è una grande novità filosofica. Scrive per esempio: "L'origine della credenza negli dèi sta nel fatto che alcuni uomini più acuti e sottili, e anche più scaltri e malvagi, si sono innalzati per ambizione al di sopra degli altri uomini, giocando con facilità sulla loro ignoranza e sulla loro ingenuità". Dio non c'è e la materia è l'unica realtà; essa è eterna e in perpetuo movimento e soltanto ciò che corporeo è reale. Per lui non ci possono esser dubbi, bisogna ammettere la sola esistenza della materia e la sua eternità e dinamicità perpetua. Dice riguardo all'"essere" della materia: "Non avrebbe mai potuto incominciare ad essere, perché ciò che non è non può darsi od avere l'essere".
Dopo Meslier la figura più importante di ateo è Julien Offray de La Mettrie (1709-1751) che con L'uomo macchina (1748) scandalizza il mondo settecentesco con un ateismo su base biologica. Già in precedenza egli aveva sostenuto la materialità dell'anima in ‘'Storia dell'anima‘', ma in maniera ancora incerta. Egli trae da Locke i suoi fondamenti gnoseologici e partendo dal dualismo cartesiano ne fa un monismo della sola res extensa abolendo la res cogitans. Se Cartesio considerava "macchine" solo le bestie, La Mettrie fa dell'uomo una macchina e l'assimila ad esse scandalizzando molti.
La Mettrie sostiene che se l'ateismo fosse universalmente diffuso le religioni verrebbero distrutte, e aggiunge: "Non ci sarebbero più guerre teologiche né soldati di religione, che sono terribili! La natura, ora infettata da questo sacro veleno riprenderebbe i suoi diritti e la sua purezza". La Mettrie è anche sostenitore dell'edonismo, perché è attraverso il corpo che si conseguono la maggior parte dei piaceri. Contrariamente a Helvétius e d'Holbach, che sono atei deterministi, egli è indeterminista: "Il caso ha gettato noi nella natura, mentre tanti altri, per mille cause, non sono nati e sono rimasti nel nulla".
Ne "L'anti-Seneca" La Mettrie ribadisce il suo edonismo, che trae dai Cirenaici, da Epicuro e da Lucrezio. Attacca l'etica dell'austerità e del sacrificio degli Stoici asserendo: "Questi filosofi sono severi e tristi, noi invece saremo dolci e allegri. Essi dimenticano il corpo per essere tutt'anima, noi invece saremo tutto-corpo”. Il fine dell'uomo è conseguire la felicità e siccome il corpo è fondamentale per ottenerla non è necessario essere istruiti. Per quanto gli intellettuali abbiano i piaceri dello spirito che ne danno parecchia, attraverso lo studio, la lettura, la musica e le arti, anche le persone rozze possono averne la loro parte perché "Dormono, mangiano, bevono e vegetano trovando il piacere”.
Claude-Adrien Helvétius (1715-1771) introduce un ateismo sensistico e materialistico che è implicito nelle sue tesi ma di cui ha fornito pochi elementi di tipo teorico, e comunque di seconda mano, presi da Condillac e da Locke. Egli può venire considerato un moralista sociologo per il quale la soggettività va sempre sacrificata a favore della collettività; in quanto solo la dimensione della socialità è "virtuosa". Di conseguenza egli vede l'educazione dei cittadini come il compito primo di uno stato virtuoso che abbia a cuore la loro felicità. Egli riduce comunque la nostra conoscenza del mondo ad una pura fissazione mentale delle esperienze dei sensi.
Paul Henri Thiry d'Holbach (1723-1789) può venire considerato non solo il più importante filosofo ateo materialista del Settecento, ma anche colui che ha fornito il primo vero sistema ateistico di interpretazione della realtà. Per questo suo intento sistemico gli è stato rimproverato un dogmatismo che lo avrebbe portato a fare della metafisica atea. D'Holbach costruisce infatti la sua ontologia sul presupposto monistico e su quello necessitaristico dell'essere, com'era già stato, ad esempio, per gli Stoici. Per lui tutta la realtà in ogni minimo dettaglio è necessitata, ed anche ogni uomo nasce perché è necessario che ciò avvenga, così come necessitati sono i suoi comportamenti.
Con Il cristianesimo svelato pubblicato nel 1761 D'Holbach accusa di falsificazioni le sacre scritture e la teologia cristiana. Nel 1770 pubblica Il saggio sui pregiudizi dove colpisce a fondo l'ignoranza, le superstizioni della religione e i pregiudizi di ordine morale. La visione del mondo atea e materialistica è però espressa chiaramente solo in Il sistema della natura, anche del 1770, dove il suo sistema filosofico viene esposto con completezza. Segue nel 1776 La morale universale o Catechismo della natura, dove D'Holbach dà indirizzi di morale atea molto precisi.
Secondo D'Holbach l'universo è costituito unicamente di materia. essa esiste da sempre e nessuno può averla creata. La materia è "Una catena eterna di cause e di effetti... In natura si verificano azioni e reazioni di tutti gli esseri che essa contiene gli uni sugli altri, risultandone una serie continua di cause, di effetti e di movimenti... I movimenti degli enti sono sempre necessitati dal loro essere, dalle loro caratteristiche e delle cause che su essi agiscono". Il movimento è un meccanismo di azioni e reazioni che egli trae in parte dal meccanicismo di Cartesio, ma facendo del dualismo di questi un monismo assoluto dove solo la "res extensa" esiste.
La figura di Denis Diderot (1713-1784) è forse la più significativa di tutto l'illuminismo, sia per essere stato il principale progettista e fautore della grande Enciclopedia delle scienze, delle arti e dei mestieri, e sia perché ha rappresentato l'aspetto più profondo e complesso della cultura illuministica. Una profondità e una complessità che però male si conciliano con la chiarezza. Se lo si confronta con il suo grande amico e collaboratore D'Holbach, si vede come l'ateismo sia stato espresso in maniera quasi antitetica, tanto sicuro, dogmatico e pesante il barone franco-tedesco quanto incerto, complicato ed elegante il plebeo Diderot. Questo giustifica il giudizio degli storici che vedono solo nel primo - e non nel secondo - un vero teorico dell'ateismo.
Se però si prende in considerazione l'opera dei due nel suo insieme, ci si accorgerà che per quanto D'Holbach sia più chiaro, sistemico e incisivo, Diderot è più proteiforme e incerto, ma anche più profondo. Nell'Interpretazione della natura però egli è chiaro nel dire: "Il fisico, la cui professione è di istruire e non di edificare, abbandonerà dunque il perché e si occuperà solo del come. ... Quante idee assurde, supposizioni false, nozioni chimeriche in quegli inni che alcuni temerari difensori delle cause finali hanno osato comporre in onore del Creatore! ... Anziché adorare l'Onnipotente negli esseri stessi della natura, si sono prosternati davanti ai fantasmi della loro immaginazione."
La stagione dell'ateismo settecentesco si può dire che si chiuda con la Rivoluzione, ispirata, nella sua componente democratica, dalle idee di Rousseau, deista e anti-ateo. Anche la ventata razionalistica che aveva alimentato la cultura tra il 1730 e il 1790 sembra diluirsi e l'opportunismo politico di blandire il cattolicesimo risorgente in Francia fa di Napoleone lo sponsor di Chateaubriand, che con Il genio del cristianesimo, uscito nel 1802, segna la fine di un'intera stagione culturale.

### L'Ottocento

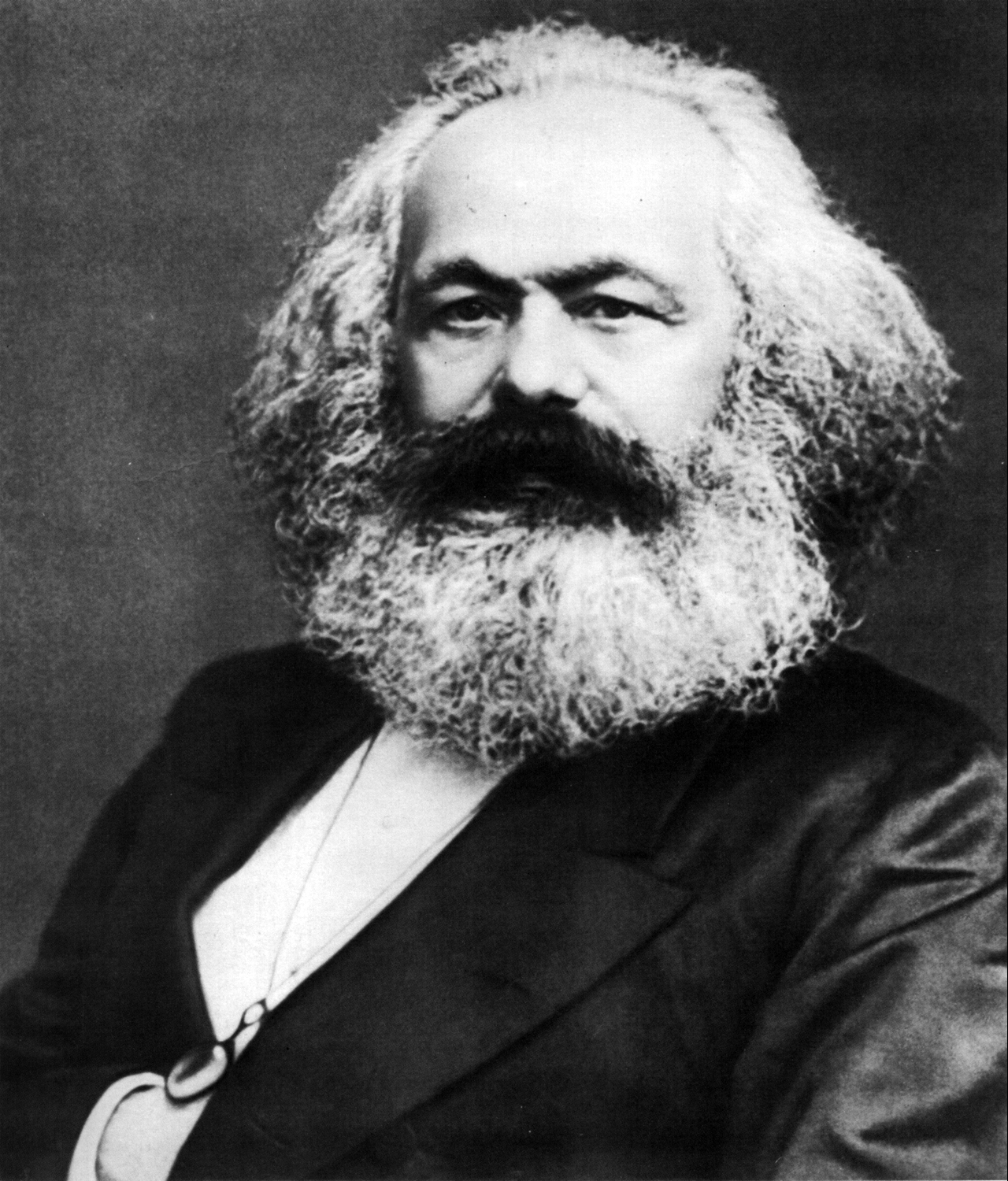
Karl Marx

Per quanto il secolo si apra con l'apparente sconfitta delle idee illuministiche, il messaggio laico e razionalista dell'illuminismo ha prodotto i suoi frutti, dando all'Europa e all'Occidente un primato culturale che dura ancora oggi. L'uomo dell'Ottocento, anche se lo sfondo sociopolitico non sembra molto cambiato, è come fosse antropologicamente un essere diverso, perché si è veramente entrati nella "modernità”. Questo anche grazie ai filosofi atei, che hanno dato un forte contributo, rompendo il fronte di una religiosità che sulle due sponde del cristianesimo e del deismo sembrava dominare.
L'Ottocento non ha più veri teorici dell'ateismo; Marx ne è un deciso assertore, ma non un suo teorico, mentre è Feuerbach a caratterizzarsi come un teorico dell'ateismo attraverso la sua ricerca antropologica sull'origine dell'idea di Dio. Nell'opposizione tra romanticismo filo-religioso e positivismo anti-religioso a questo va il merito di aver raccolto l'eredità dell'ateismo del secolo precedente e di avergli dato una dimensione scientifica più profonda. L'anticlericalismo alimenta come un fiume sotterraneo la cultura dell'Ottocento e i semi proto-comunisti di Meslier (anche se ignorato da Marx) e quelli libertari di La Mettrie e Diderot incominciano a dare i loro migliori frutti.
L'eredità di Meslier tra gli stessi religiosi già a fine Settecento è straordinaria. Sono migliaia i preti che non si riconoscono più nella fede cristiana. E se, come dice Michel Vovelle, in Francia dopo il 1793 avevano rinunciato al sacerdozio 20.000 preti (il 66% del totale), ma per viltà o convenienza, quelli che lo fanno nell'Ottocento sono pochi, ma lo fanno per convinzione, e il peso della loro testimonianza è enorme. Così l'incredulità religiosa si diffonde e si avvia a toccare la sua punta massima dal 1820 in poi con vistose aree culturali atee soprattutto tra gli uomini di scienza.
Numerose e notevoli sono le preoccupazioni della chiesa per l'allontanamento dalla fede. Il vescovo di Orleans nel 1860 rileva che nella sua diocesi di 360.000 abitanti non più di 25.000 hanno osservato il precetto pasquale. Nella classe intellettuale l'abbandono del Cristianesimo porta nella maggior parte dei casi ad abbracciare il deismo o ad assumere un atteggiamento agnostico, ma dopo la metà del secolo molti deisti passano decisamente all'ateismo. È abbastanza plausibile l'opinione secondo la quale l'Ottocento sarebbe stato il secolo che ha visto la massima diffusione dell'ateismo. Mentre il Novecento, specialmente nella seconda metà, avrebbe rivelato un ritorno alle religioni, per quanto, abbastanza spesso, in direzioni non-cristiane o in religioni new age, oppure verso religioni sincretiche o "fai-da-te".
Gli sviluppi della fisica e della matematica conducono anche ad aprire un dibattito su indeterminismo e determinismo. Un ferreo assertore di questo secondo è Laplace, colui che ne fissa i termini nel celebre passo del Saggio sulle probabilità. Si tratta del canone di un "determinismo assoluto", espresso con le seguenti parole: "Lo stato attuale dell'universo è l'effetto di quello anteriore e la causa di quello futuro. Un'Intelligenza che conoscesse tutte le forze della natura e la situazione degli esseri che la compongono, e analizzasse profondamente tali dati, potrebbe esprimere in un'unica formula i movimenti dei grandi astri come quelli dei più piccoli atomi. Tutto gli sarebbe chiaro e il passato come il futuro presenti ai suoi occhi".
Vi sono tuttavia atei radicali che criticano Laplace per avere introdotto tale forma di intelligenza senza una ragione plausibile, perché essa, essendo ovviamente una figura ideale e non reale, ricorderebbe troppo da vicino l'onniscienza divina, rischiando di fare rientrare dalla finestra una divinità buttata fuori dalla porta, o quantomeno evocandone un attributo.
Nell'Ottocento la popolarità dell'ateismo aumentò moltissimo, in conseguenza anche alle scoperte scientifiche della biologia (la teoria dell'evoluzione di Charles Darwin), dell'antropologia e dell'idea della possibilità di dominare la natura derivante dalla rivoluzione industriale. L'ateismo fu portato avanti dai filosofi della sinistra hegeliana come Ludwig Feuerbach e divenne un aspetto fondante del materialismo dialettico di Karl Marx e Friedrich Engels, così come del positivismo (Auguste Comte, Félix Le Dantec).

In particolare Marx indagò il fenomeno religioso all'interno della società contemporanea, in cui predomina il modo di produzione capitalistico, individuandone una delle ragioni nei rapporti di produzione generanti alienazione e feticismo (inteso quest'ultimo come inversione tra soggetto e oggetto che fa apparire i rapporti sociali come rapporti tra cose e viceversa). Tale alienazione impedirebbe ai soggetti di essere consapevoli della realtà ontologica nascosta dietro i fenomeni economici e sociali, nello stesso modo in cui l'ignoranza delle leggi della natura impediva in passato di dare spiegazioni razionali ai fenomeni naturali. Da ciò la fuga nella religione e nella superstizione, superabile solo con l'organizzazione della società sulla base delle decisioni consapevoli e scientificamente fondate degli uomini associati, e non dei meccanismi impersonali e spontanei del mercato.
Ludwig Feuerbach con le sue analisi del fenomeno religioso non ha solo chiarito molti aspetti oscuri del sentimento del sacro, ma ha contribuito a formare la coscienza della sua ambiguità e falsità, portando all'ateismo ulteriori ragioni di plausibilità e fondatezza. Nella proposizione 2 di L'essenza della religione viene detto chiaramente che la fantasticata dipendenza dell'uomo da Dio (teorizzata da Friedrich Schleiermacher) è come il falso lato di una medaglia, mentre dalla parte vera c'è la reale dipendenza di esso dalla natura, cioè dalla materia. Dio è perciò un ambiguo essere para-natura che nasce attraverso il processo psichico spiegato nella proposizione 9: «La credenza che nella natura si esprima un ente diverso dalla natura stessa, che la natura sia penetrata e dominata da un ente diverso da lei, questa credenza è fondamentalmente identica con quella per cui spiriti, demoni, diavoli, si manifestano, almeno in certe situazioni, per mezzo dell'uomo, e lo possiedono, è di fatto la credenza che la natura sia posseduta da un ente estraneo, da una sorta di spirito. E si può ben dire che, in questa prospettiva, la natura sia davvero posseduta da uno spirito, ma questo spirito è lo spirito dell'uomo, la sua fantasia, il suo animo, che si introduce involontariamente nella natura, e fa di essa un simbolo e uno specchio della sua essenza.»
Ma per Feuerbach Dio è anche il frutto di un'astrazione che crea Dio nullificando la natura per mezzo di giochi logici. Occorre allora opporvi un'astrazione razionale e realistica per poter accedere al vero. Alla fine della proposizione 25 si legge: «Ma se nella prospettiva del pensare astratto la natura dilegua in nulla, nella prospettiva di una concezione realistica del mondo a dileguarsi in nulla è invece questo spirito creatore. In questa prospettiva tutte le deduzioni del mondo da Dio, della natura dallo spirito, della fisica dalla metafisica, del reale dall'astratto, si mostrano per quello che sono: giochi logici.»
Max Stirner, pseudonimo di Johann Kaspar Schmidt, contemporaneo di Marx, nel 1845 pubblica L'unico e la sua proprietà, opera che verrà idolatrata e odiata, in cui con un ateismo senza mezzi termini critica Feuerbach, Bauer e i comunisti, fa tabula rasa di tutta la filosofia precedente e dei fantasmi dell'irrazionale, propugnando un estremo individualismo e adottando, anzi, proprio il termine egoismo. Stirner fu, di volta in volta, definito profeta dagli anarchici, dai fascisti, dai libertari. Lo stesso Friedrich Nietzsche fu folgorato da Stirner, tanto che temette di essere accusato di plagio.
Va ricordato anche l'ateismo di Arthur Schopenhauer, da alcuni definito l'ateismo della disperazione'. Su una posizione simile si trova Giacomo Leopardi.
Un importante contributo all'ateismo del Novecento viene dal biologo francese Félix Le Dantec, che riprende l'ateismo deterministico di D'Holbach in chiave biologistica ed evoluzionistica (lamarckiana) pubblicando nel 1907 il saggio L'Athéisme nel quale espone le tesi del suo ateismo scientifico monistico e deterministico. Il materialismo di Le Dantec affonda le sue radici nello iatro-meccanicismo del '700. Tutta la parte prima de L'atheisme è dedicata alla confutazione della credenza in Dio, considerata mera superstizione. La negazione del libero arbitrio e il necessitarismo assoluto su base biologica è accompagnata da considerazioni avanzate per il XIX secolo, ma oggi del tutto superate.
Ancora nell'Ottocento la maggior parte delle nazioni occidentali aveva il Cristianesimo come religione di Stato e gli atei potevano essere accusati di blasfemia. In Gran Bretagna il libero pensatore Charles Bradlaugh fu ripetutamente eletto in Parlamento, ma fino alla sua quarta elezione non poté prendere posto in aula perché rifiutava di prestare giuramento sulla Bibbia.
Nel Novecento in Occidente queste leggi sono state cancellate o abbandonate di fatto.
Tuttavia, ancora oggi, negli Stati Uniti d'America le Costituzioni di alcuni Stati, in contrasto con quella federale che all'articolo 6 comma 3 proibisce espressamente l'adozione di parametri religiosi come titolo a servire nei pubblici uffici, tuttora prevedono condizioni discriminatorie per chi si dichiara non credente.
Anche in Irlanda esistono limitazioni per i non religiosi.
Durante il periodo della guerra fredda, l'Unione Sovietica e la maggior parte dei regimi che si definivano comunisti portarono avanti l'ateismo di stato e l'opposizione alle religioni organizzate.
La stessa pratica privata, in alcuni paesi e periodi, incontrò opposizioni e ostracismi severi, malgrado la libertà di culto privato fosse ufficialmente consentita.

### Il secolo XX

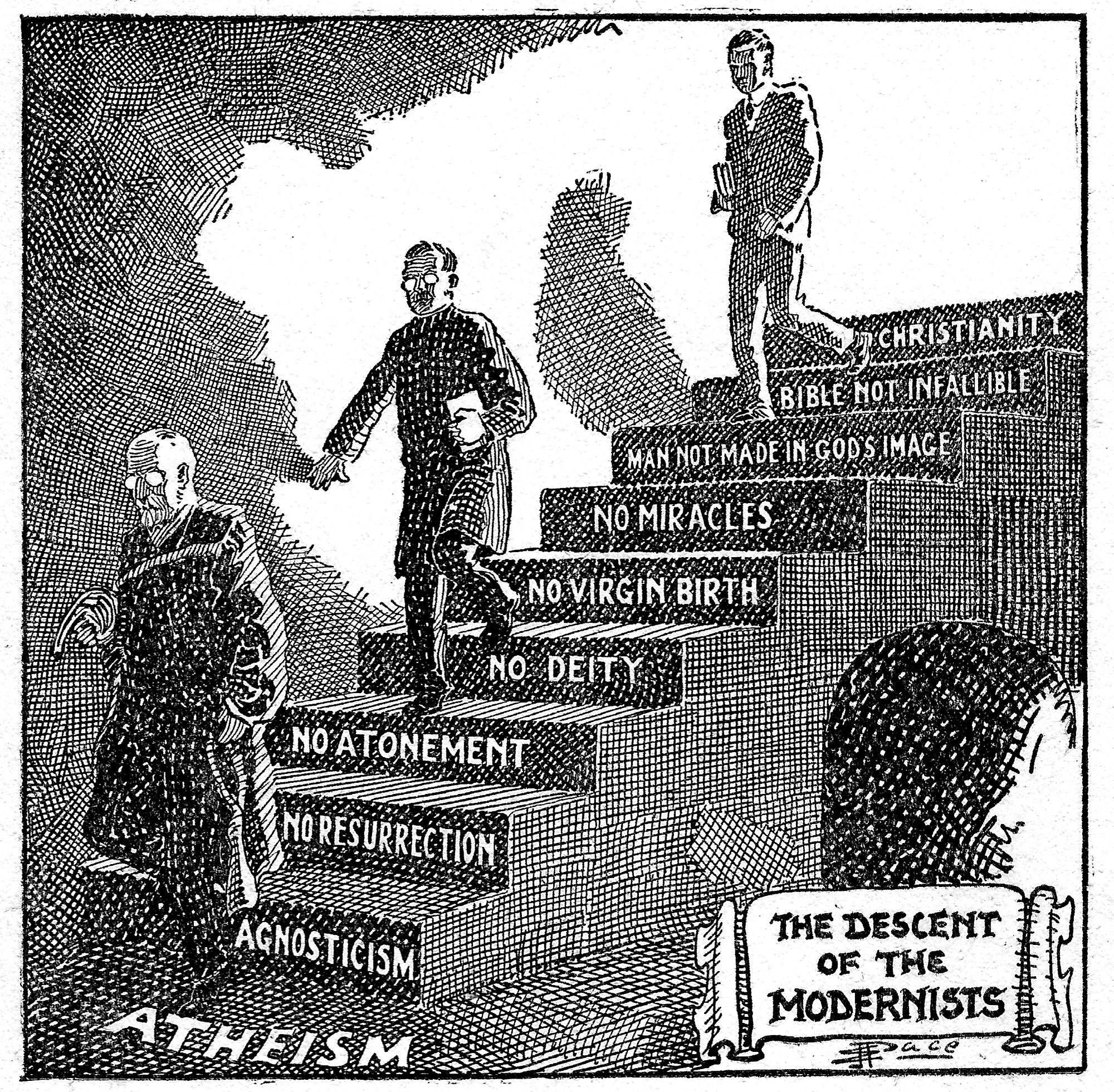
"La Discesa dei modernisti", di Pace EJ, prima apparizione nel libro Sette questioni oggetto della controversia da William Jennings Bryan, 1924

In età contemporanea l'ateismo si è diffuso enormemente ed è spesso associato al razionalismo, all'empirismo, al sensismo e al riduzionismo. L'incrocio e la sovrapposizione di questi termini ha creato non poche ambiguità e una corretta analisi filosofica deve sempre tenerli ben distinti. In realtà tutti gli indirizzi citati, ateismo escluso, possono convivere benissimo anche con concezioni teologiche
Nella prima metà del Novecento emerse un nuovo fenomeno: l'ateismo di Stato nell'Europa orientale e in Asia, in particolare nell'Unione Sovietica sotto il comando di Lenin e Stalin e nella Repubblica popolare Cinese guidata da Mao Zedong. La politica atea o antireligiosa sovietica fu caratterizzata dall'approvazione di numerose leggi, dal divieto dell'insegnamento religioso nelle scuole e dalla nascita della Società Senza Dio. Dopo Mao, il Partito Comunista Cinese rimase un'organizzazione atea e regolava, sebbene non completamente bandita, la pratica della religione nella Cina continentale.
Il XX secolo non vede importanti teorizzazioni dell'ateismo, ma piuttosto prese di posizione atee da parte di uomini di cultura, basate soprattutto su presupposti di carattere etico. Fanno eccezione due intellettuali francesi che fanno dell'ateismo il sottofondo del loro pensiero filosofico e letterario: Albert Camus e Jean Paul Sartre. Essi sono i più noti esponenti di una corrente di pensiero nota come esistenzialismo ateo. Del primo qualche esegeta, come Jacqueline Lévi-Valensi, vorrebbe mettere in dubbio l'appartenenza all'esistenzialismo sulla base dei suoi contrasti con Sartre e per il fatto che la sua è più una problematica dello "stare nel mondo" che dell'"essere uomo" in rapporto al mondo. Questa lettura del pensiero di Camus non è corretta.
In primo luogo va tenuto conto che i contrasti di Camus con Sartre sono stati tutti di natura politico-sociologica e non filosofica, e in secondo che l'atteggiamento esistenzialistico consiste sempre in una problematica dell'esistere che riguarda il proprio stare nel mondo non meno che il proprio essere. Il tema dell'assurdo è il fondamento dell'esistenzialismo camusiano: «Un mondo che possa essere spiegato, sia pure con cattive ragioni, è un mondo famigliare, ma viceversa, in un universo subitamente spogliato di illusioni e di luci, l'uomo si sente un estraneo, e tale esilio è senza rimedio, perché privato dei ricordi di una patria perduta o della speranza di una terra promessa. Questo divorzio tra l'uomo e la sua vita, fra l'attore e la scena, è propriamente il senso dell'assurdo.»
Se il senso dell'assurdo fonda l'esistenzialismo di Camus, per Sartre l'uomo è condannato ad essere libero e nello stesso a fallire la sua istanza di libertà. In quanto libero in un mondo di cose dominate dalla necessità egli è un Dio, ma si fallisce in quanto tale poiché resta sempre un Dio fallito. Scrive Sartre: «La libertà umana precede l'essenza dell'uomo e la rende possibile, l'essenza dell'essere umano è in sospeso nella sua libertà. È dunque impossibile distinguere ciò che chiamiamo libertà dall'essere della "realtà umana"».(L'essere e il nulla, introduzione, 5, Il Saggiatore, 2002, p. 60)
Sartre parte dalla libertà dell'uomo e arriva al suo sentirsi Dio: «Ogni realtà umana è contemporaneamente progetto diretto di compiere una metamorfosi del suo per-sé in in-sé-per-sé e progetto di appropriarsi il mondo come totalità di essere-in-sé, sotto la specie di una qualità fondamentale. Ogni realtà umana è una passione, in quanto progetta di perdersi per fondere l'essere e per costituire contemporaneamente l'in-sé che sfugge alla contingenza essendo il proprio fondamento, l'"Ens causa sui", che le religioni chiamano Dio.»(cit., p. 682).
Postosi come un autosufficiente Dio, come un per-sé assoluto, libero dalla necessità cui soggiace quel in-sé che è la natura, la materia. L'esito è il fallimento e del mondo e dell'uomo in esso: «È come se il mondo, l'uomo e l'uomo-nel-mondo non giungessero che a realizzare un Dio mancato. È dunque come se l'in-sé ed il per-sé si presentassero in stato di "disintegrazione" in rapporto ad una sintesi ideale. Non che l'integrazione abbia mai avuto luogo, ma invece precisamente perché essa è sempre indicata e sempre impossibile.» (cit., p.691)

### Il secolo XXI
Il secolo XXI nasce sotto l'insegna di un riflusso religioso e spiritualistico forse più apparente che reale. È però evidente l'accentuazione dei fondamentalismi religiosi che si confrontano nel mondo contemporaneo, rivendicando un protagonismo sociale che intende opporsi a quella che viene ritenuta una generale deriva materialistica ed atea nel mondo occidentale.
Ciò a cui si assiste è però anche una certa fioritura di saggi storici critici rispetto alla dottrina cristiana nelle sue pretese di veridicità. Tra questi basti citare il Gesù ebreo di Riccardo Calimani (Mondadori 1998), la Storia criminale del Cristianesimo di Karlheinz Deschner (Ariele, 2000-2004) e la Invenzione del Cristianesimo di Leo Zen (Clinamen 2003), che emergono per completezza e profondità. Dalle analisi e dalla documentazione prodotta si evince una forte presenza di elementi mistificanti che hanno modellato nei secoli i testi sacri e i documenti della dottrina. Perciò un atteggiamento abbastanza generale di incredulità e agnosticismo, che però rivela anche la presenza, sia pure in sottotono, di istanze atee sempre più motivate.
Nel 2005 il filosofo francese Michel Onfray ha pubblicato un Trattato di ateologia che reca significativamente il sottotitolo "Fisica della metafisica". Onfray infatti precisa le fondamenta della scienza definita ateologia da Georges Bataille, basandole su una critica scientifica delle religioni, a partire dall'esame dei testi sacri delle tre grandi religioni monoteistiche. Inoltre egli mutua da Friedrich Nietzsche la convinzione che l'invenzione di Dio è in opposizione alla vita, che l'invenzione dell'aldilà serve a svalutare l'unico mondo reale, che l'invenzione dell'anima immortale ha lo scopo di spregiare il corpo, la sua cura e i suoi piaceri. Pertanto "il vero peccato mortale" sarebbe "l'offerta di un oltremondo" per farci perdere "l'uso e il beneficio del solo mondo esistente".
L'opera di Onfray ha contribuito notevolmente a smuovere le acque di una letteratura atea abbastanza stagnante. A parte L'atheisme di Félix Le Dantec del 1906 in tutto il Novecento gli unici saggi sull'ateismo degni di rilievo sono ad opera di cattolici. Tre emergono: Jacques Maritain (Il significato dell'ateismo contemporaneo, 1949), Augusto del Noce (Il problema dell'ateismo, 1964) e Cornelio Fabro (Introduzione all'ateismo moderno, 1964). Nell'assenza quasi secolare di una voce atea significativa Onfray rompe il ghiaccio con il suo Trattato di ateologia (Grasset & Fasquelle, 2005). Esso ha avuto un ottimo rilievo mediatico, anche perché Onfray si spende personalmente a favore dell'ateismo in sedi deputate e nei mezzi di informazione.
Nella parte prima del trattato egli così definisce la sua proposta: «L'ateologia si propone tre obiettivi: anzitutto decostruire i tre monoteismi e mostrare come, nonostante l'odio che da secoli anima i protagonisti delle tre religioni, nonostante l'apparente irriducibilità in superficie della legge mosaica, dei detti di Gesù e della parola del Profeta Maometto, nonostante i tempi genealogici diversi di queste tre variazioni realizzate in un arco di più di dieci secoli con un solo e identico tema, il fondo resta lo stesso. Variazioni di grado, non di natura». (tr. it., p. 65) Il secondo obiettivo: «Occuparsi in particolare di una delle tre religioni per vedere come si costituisce, prende piede e si radica su principi che implicano sempre falsificazione, isteria collettiva, menzogna, finzione, e miti ai quali si danno i pieni poteri.» (cit., p. 65). Terzo obiettivo: «una decostruzione del cristianesimo. In effetti, la costruzione di Gesù avviene in un'officina identificabile con un periodo storico di uno o due secoli: la cristallizzazione dell'isteria di un'epoca avviene in una figura che catalizza il meraviglioso, raccoglie in un personaggio concettuale chiamato Gesù le aspirazioni millenaristiche.»(cit., pag.66)
Principalmente negli Stati Uniti degli anni 2000 si è diffuso il cosiddetto nuovo ateismo di impronta antiteista.

## Dibattiti sull'ateismo
Sul piano etico-morale, così come definito dalla dottrina cristiana, la qualifica di ateo assume il massimo senso dispregiativo. A livello fideistico, negando l'entità divina, che costituisce il fondamento stesso dell'eticità, l'ateo è, in quanto tale, il massimo peccatore e il reietto per definizione. Al contrario, benché l'ateismo sia indicato quale evento preoccupante della società moderna, per quanto riguarda il singolo peccatore «L'imputabilità di questa colpa può essere fortemente attenuata dalle intenzioni e dalle circostanze.» Questo poiché massima è la bestemmia che l'ateo produce negando Dio, e massima è l'abiezione in cui esistenzialmente si colloca. A livello teologico, l'ateo, negando Dio, nega il fondamento della vita e della verità dell'essere, per cui, nel migliore dei casi, è considerato portatore nel consorzio umano di un nichilismo radicale. Tutte queste considerazioni però non riguardano l'ateismo "pratico" o "debole", ma solo quello "teorico" (implicitamente anche "forte"), poiché solo questo si contrappone radicalmente alla fede nel suo fondamento dottrinario. L'ateo teorico che nega l'esistenza dio non è recuperabile, nulla di buono è in lui. Al contrario, il Catechismo della Chiesa Cattolica (artt. 1461 - 1463) prevede l'assoluzione tramite il sacramento della Riconciliazione, amministrato da un presbitero o vescovo.
Gli atei vi contrappongono il fatto che è l'ateo ad essere morale, in quanto agisce per la moralità stessa e non per obbedire a Dio o per compiacerlo. D'Holbach riteneva che il cristianesimo stesso fosse portatore di immoralità e che solo l'ateo, libero dalle catene della fede, potesse elevarsi alla vera moralità. La fondazione di un'etica, infatti, non richiede affatto la credenza in Dio: se una persona sostenesse di comportarsi onestamente solo per compiacere Dio o per non essere da Lui punito, allora non dovrebbe essere definita religiosa ma cortigiana, trattandosi non di fede ma di opportunismo e adulazione verso i potenti. Pierre Bayle è stato il primo a sostenere nei Pensieri sulla cometa che chi non crede in Dio può comportarsi addirittura in maniera più morale del cristiano. Anche alcuni pensatori cristiani successivi sostennero che la fede di per sé stessa non garantisce la moralità e che chi non ha fede può comportarsi correttamente. Ciò si ritrova nel saggio di Kant Fondazione della metafisica dei costumi e, più recentemente, nell'Etica di Bonhoeffer.
Talvolta l'ateismo viene accusato di esprimersi in forme fideistiche, poiché assume come un postulato l'affermazione «Dio non esiste», logicamente indimostrabile. A tale critica gli atei rispondono che l'ateismo non è un atto di fede, ma una scelta razionale. A differenza dei teisti, infatti, sono pronti a ricredersi nel caso l'esistenza di Dio fosse dimostrata. Sostiene Sam Harris:
(Sam Harris, Dieci leggende — e dieci verità — sull'ateismo)
All'accusa di essere «integralista come gli integralisti che critica», l'etologo Richard Dawkins risponde:
(Richard Dawkins, L'illusione di Dio)
Le discussioni sull'esistenza di Dio e sulla sua influenza sugli uomini riguardano questioni fondamentali per le persone e in varie circostanze possono avere conseguenze rilevanti sul piano del consenso ideologico e politico. Non stupisce quindi che i dibattiti relativi assumano spesso toni aspri e prese di posizione faziose.

## Diffusione

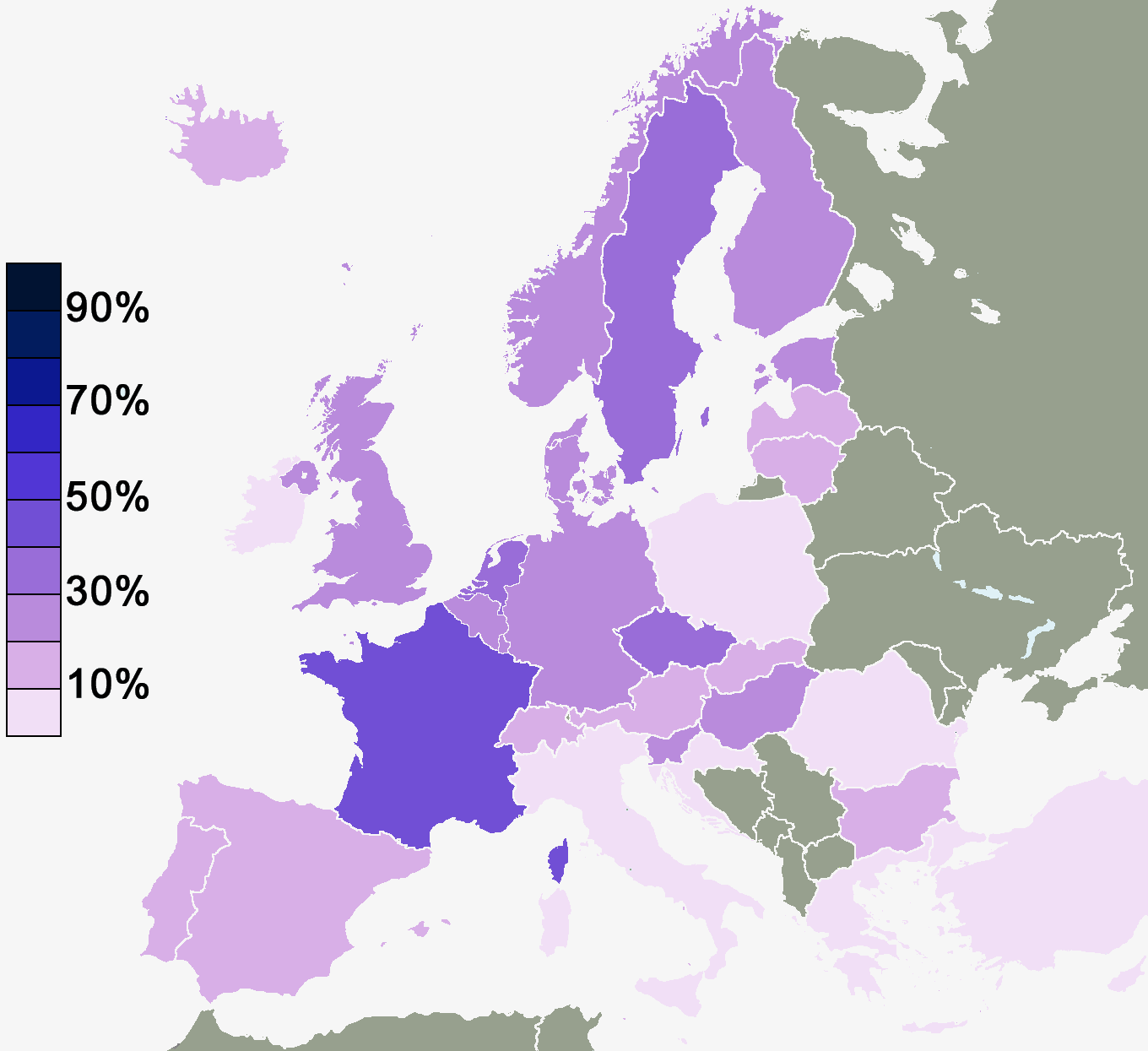
La percentuale di persone nei Paesi dell'Unione europea che affermano di non credere in "alcun tipo di spirito, Dio o forza vitale" (2010)

Alcune stime sul numero di atei nel mondo (ma talvolta confusi con gli agnostici):
- Britannica Book of Year (1994): 1 miliardo e 154 milioni di atei e agnostici nel mondo.
- La World Christian Encyclopedia[74] rileva 1 miliardo e 71 milioni di agnostici e 262 milioni di atei nel mondo nel 2000.
- Un'inchiesta condotta in ventuno Paesi su un campione di 21.000 persone pubblicata nel dicembre del 2004 annuncia che il 25% degli europei occidentali si definisce ateo/agnostico contro il 12% nei Paesi dell'Europa centrale e orientale.[senza fonte]
- Il Pew Research Center, in un'indagine statistica demografica della popolazione religiosa e irreligiosa a livello globale condotta nel 2015, riporta una cifra di 1,2 miliardi di «atei, agnostici e persone che non s'identificano con nessuna religione in particolare», che costituiscono circa il 16% della popolazione mondiale.[75]

## Associazioni areligiose e/o correlate con l'ateismo

### Nel mondo
- American Atheists
- American Humanist Association
- Associazione umanistica britannica
- Associazione umanistica irlandese
- Associazione umanistica scozzese
- Atheist Alliance International
- Atheist Ireland
- Atheist Republic
- Center for Inquiry
- Consiglio centrale degli Ex-Musulmani (Germania)
- Conseil des ex-Musulmans de France (CEMF)
- Conway Hall Ethical Society (Regno Unito)
- Ex-Muslims of North America (EXMNA)
- Federazione umanista europea
- Freedom From Religion Foundation
- Gay and Lesbian Atheists and Humanists
- Humanistischer Verband Deutschlands
- Institute for Humanist Studies
- Internet Infidels
- Lega internazionale di non-religiosi e atei
- Military Association of Atheists & Freethinkers
- Movimento Bright
- Project Reason
- Richard Dawkins Foundation for Reason and Science
- Unione Internazionale Etico-Umanistica

### In Italia
- Associazione Civiltà laica
- Associazione nazionale del libero pensiero "Giordano Bruno"
- Associazione per lo Sbattezzo
- Unione Atei Emancipati Razionalisti[76]

#### UAAR
Dal 1987, in Italia, si è costituita l'UAAR (Unione degli Atei e degli Agnostici Razionalisti), un'organizzazione filosofica non confessionale e apartitica che dichiara di lavorare per la tutela dei diritti civili degli atei e degli agnostici, a livello nazionale e locale. L'UAAR è impegnata in battaglie civili tra cui quella sulla possibilità di sbattezzarsi e la protesta contro la devoluzione alle confessioni religiose degli oneri di urbanizzazione concernenti gli edifici di culto. Inoltre, ha inoltrato all'Unione Europea la richiesta che in Italia si rimuovano i crocifissi dai luoghi pubblici.
Nella rivista ufficiale dell'UAAR, L'Ateo, sono stati variamente esposti i principi regolatori dell'ateismo moderno in campo sia teorico sia etico.